# Carnotaurus
Carnotaurus is een geslacht van grote uitgestorven vleesetende theropode dinosauriërs, behorend tot de Neoceratosauria, dat tijdens het Laat-Krijt, zo'n zeventig miljoen jaar geleden, leefde in het gebied van het huidige Argentinië.
Het fossiel van Carnotaurus werd in 1984 gevonden in Patagonië. Het geslacht kreeg in 1985 zijn naam die zoiets als 'vleesetende stier' betekent, toen de typesoort Carnotaurus sastrei benoemd werd. Verder zijn geen botten meer opgegraven van deze soort. Het enige bekende skelet is echter uitzonderlijk volledig. Daarbij hebben grote delen van het lichaam huidafdrukken achtergelaten in het gesteente, meer dan van enige andere grote theropode bekend zijn. Daardoor kregen de wetenschappers toch een goed beeld van de bouw van het dier. Bij het skelet ontbraken wel de uiteinden van de staart en de onderbenen. Dat maakte het onduidelijk hoe lang en stevig gebouwd het dier precies was.
Eerst dachten de geleerden dat Carnotaurus ruim acht meter lang was maar toch lichtgebouwd, één tot anderhalve ton zwaar. Hij zou erg lange achterpoten gehad hebben. Later werden er meer nauwe verwanten van Carnotaurus gevonden. Die hadden een meer gedrongen staart en vrij korte stevige achterpoten. Daarom denken sommige onderzoekers dat Carnotaurus niet langer was dan zevenenhalve meter maar wel ruim twee ton zwaar. De voorpoten waren heel kort met stijve ellebogen en stompjes als vingers. Het dier liep dus op zijn achterpoten. De schedel was kort en hoog. Boven de ogen staken twee grote hoorns recht naar bezijden uit. Hiernaar is het dier vernoemd. Zulke hoorns zijn verder uit het dierenrijk niet bekend. De onderkaken waren juist erg laag. De tanden waren recht en kort. De nek was zeer stevig gebouwd met krachtige spieren. Hetzelfde gold voor de basis van de staart. Speciale sikkelvormige uitsteeksels aan de zijkanten van de wervels maakten van de voorste staart een stijf geheel. De afdrukken laten zien dat het dier bedekt was met een patroon van grote platte ronde schubben. Die werden weer omgeven door veel kleinere bolle ronde schubjes. Er is geen spoor van veren zoals de fossielen van andere theropoden soms wel bewaard hebben.
In 1985 werd Carnotaurus gezien als een van de vreemdste dinosauriërs die ooit ontdekt waren. Het was de geleerden een raadsel waar al die eigenaardige en soms tegenstrijdige kenmerken voor dienden. De hoorns zouden pronkorganen kunnen zijn geweest om indruk te maken op soortgenoten maar daar waren ze eigenlijk te zwaar voor gebouwd. Onderzoek wees uit dat ze dodelijke klappen konden uitdelen dus waren ze ook niet geschikt voor een ritueel gevecht tussen mannetjes. Misschien konden er prooien mee worden gedood. Dat moet mede de taak geweest zijn van de kop maar over de jachtwijze bestaat geen overeenstemming. Eerst meende men dat Carnotaurus een lichtvoetige achtervolger van kleine dieren was. De onderkaak zou zo laag geweest zijn om hem snel dicht te kunnen slaan om deze te grijpen. Later opperde men dat Carnotaurus juist enorme Sauropoda aanviel. Voortgedreven door de sterke staart zou het dier met hoge snelheid zijn opengesperde muil in de flanken van de langnekkige planteneters gedreven hebben om er met een rukkende beweging van zijn gespierde nek er een homp vlees uit te scheuren.
Carnotaurus behoort tot de Abelisauridae en is nauw verwant aan Aucasaurus. Hij is een van de meest in bouw afwijkende leden van die groep en heeft een belangrijke rol gespeeld in het onderkennen dat de abelisauriden een sterk gespecialiseerde tak binnen de Theropoda vormen.

## Vondst en naamgeving

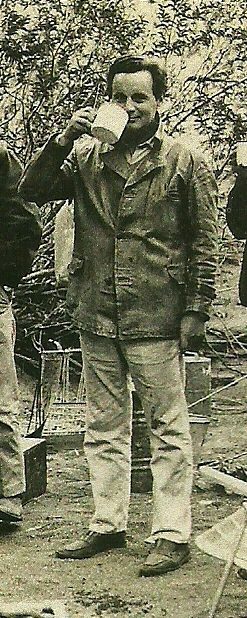
Bonaparte

In 1984 vond José Fernando Bonaparte op de Estancia Pocho Sastre nabij Bajada Moreno in de provincie Chubut, tijdens de 8th Paleontological Expedition of the Jurassic and Cretaceous Terrestrial Vertebrates of South America Project gefinancierd door de National Geographic Society, in een enorme concretie ofwel knol van hematiet het skelet van een grote theropode. Het fossiel werd in twee hoofdsessies geborgen. De connectie met de Verenigde Staten van Amerika leidde ertoe dat paleoartist Stephen Czerkas bij de tweede opgraving aanwezig was omdat men al begrepen had dat het fossiel uitzonderlijk gaaf bewaard was gebleven als een soort 'dinosauriërmummie' en unieke informatie zou verschaffen over het uiterlijk van het levende dier, dat de kunstenaar dan weer kon vastleggen.
Al in 1985 werd de vondst door Bonaparte benoemd en beschreven als de typesoort Carnotaurus sastrei. De geslachtsnaam is een combinatie van het Latijn caro of carnis, 'vlees' en taurus, 'stier', en verwijst zowel naar de levenswijze als carnivoor als naar het bezit van twee hoorns boven de ogen, als bij een stier. De soortaanduiding eert Angel Sastre, op wiens rancho het fossiel gevonden werd. De vindplaats werd aangeduid als de Estancia Pocho Sastre maar 'Pocho Sastre' was Angels zoon Anselmo Sastre.
Het holotype MACN-CH 894 is gevonden in een laag van de onderste La Colonia-formatie die naar huidige inzichten dateert uit het Campanien-Maastrichtien, rond de zeventig miljoen jaar geleden. In 1985 echter meende men dat de rots stamde uit de Gorro Frigio-formatie daterend uit het Albien-Cenomanien, een dertig miljoen jaar ouder, iets wat een geheel andere interpretatie gaf aan de evolutionaire positie van de soort. Het holotype bestaat uit een vrijwel volledig in verband liggend skelet met schedel en onderkaken. De wervelkolom houdt echter op bij de vijfde en zesde staartwervel waarvan alleen de wervelbogen bewaard zijn; van de naar schatting twaalfde staartwervel is nog het wervellichaam over. Daarbij ontbreken de onderkant van de onderbenen en de voeten. Deze skeletdelen zijn verloren gegaan door erosie. De schedel is wat vervormd door zijdelingse samendrukking. Het skelet lag op de rechterzijde met de kop naar achteren getrokken in een typische death pose. Rond het skelet zijn aan de rechterzijde uitgebreide huidafdrukken aanwezig, de meest complete die van een geschubde theropode bekend zijn. Pas in een proces van jaren konden die blootgelegd en geprepareerd worden vanwege het keiharde hematiet, een ijzererts. In 1985 was Carnotaurus pas de tweede abelisauride die ontdekt werd en de meest volledig bekende basale theropode uit het Zuidelijk Halfrond. Het specimen vertegenwoordigt een volwassen individu en maakt deel uit van de collectie van het Museo Argentino de Ciencias Naturales "Bernardino Rivadavia".
De eerste beschrijving uit 1985 was minimaal en betrof in wezen alleen schedel en onderkaken, de delen die het eerst vrijgelegd werden. Wegens het grote belang van de vondst zijn er daarna verschillende aanvullende studies aan gewijd. In 1990 werd het skelet in detail beschreven waarbij informatie verwerkt werd uit een dissertatie van Fernando Emilio Novas uit 1989. Verdere publicaties zijn gewijd aan de nek, de voorpoot in het algemeen, de structuur van de hand in het bijzonder, de hersenpan en de musculatuur van de staart. In 2020 werd de schedel opnieuw beschreven. In 2021 werden de huidafdrukken beschreven.

## Beschrijving: een vreemde theropode

### Grootte, algemene bouw en onderscheidende kenmerken

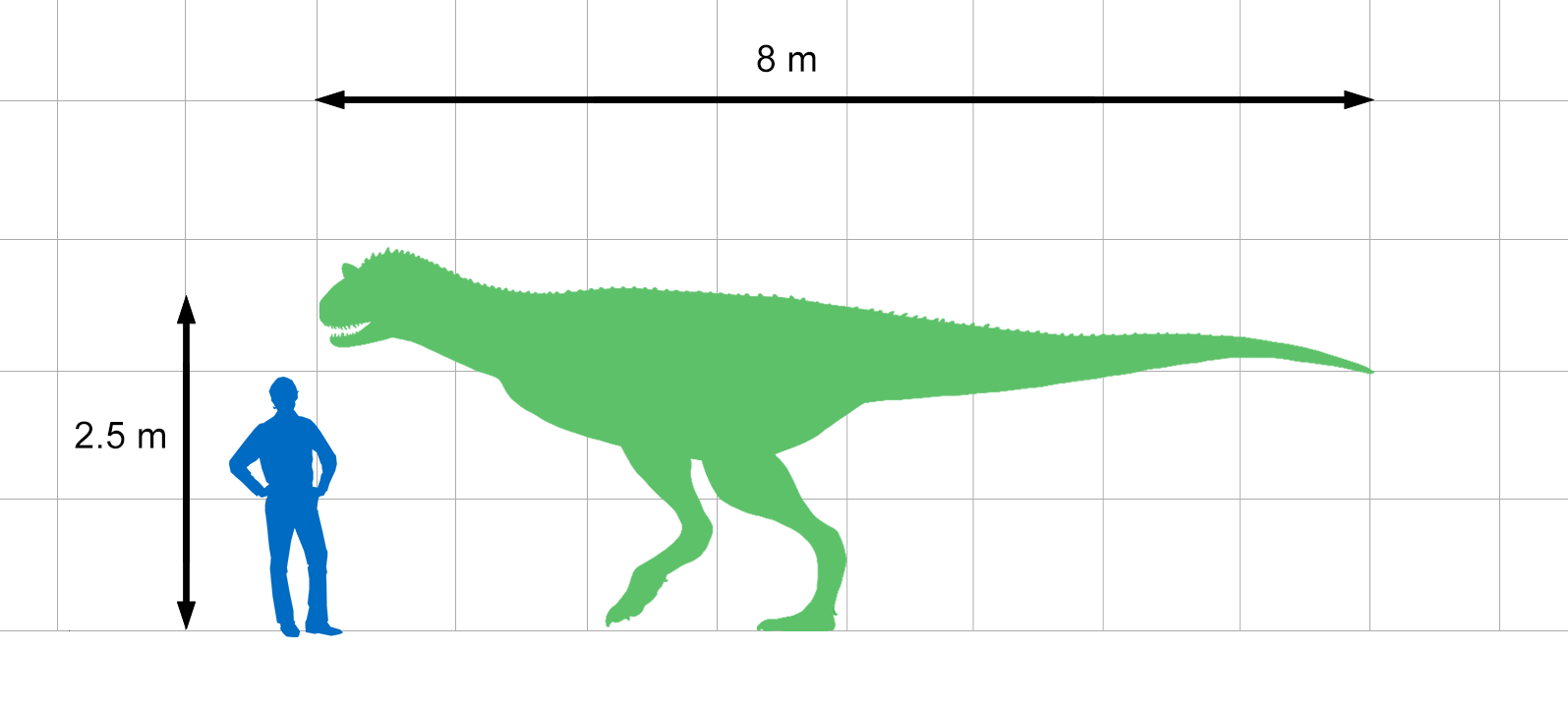
Een vergelijking in grootte met een mens

De lichaamslengte van Carnotaurus is in 1998 door Gerardo Mazzetta geschat op 811 centimeter, het gewicht op anderhalve ton. Het volume was berekend door het skelet in te passen in eenvoudige geometrische vormen en men ging uit van een soortelijk gewicht van één. In 2010 schatte Gregory S. Paul de lengte wat lager in op zevenenhalve meter, rekening houdend met de kortere abelisauride staart waarop het skelet van Aucasaurus wijst, maar het gewicht hoger, op twee ton. Naar deze twee gewichtsschattingen wordt het meest verwezen.
Gepubliceerde schattingen van het gewicht variëren van 1000 tot 2102 kilogram. Paul schatte in 1988 het gewicht voorlopig op één ton vanuit de indruk die zijn vriend Czerkas over de omvang van het dier gekregen had. In de beschrijving van 1990 kwam een gewicht van 1350 kilogram voor. Het bleek gesuggereerd te zijn door de Canadese paleontoloog Dale Alan Russell die een methode ontwikkeld had om op basis van de omtrek van het dijbeen de massa van dinosauriërs te bepalen. Het hoge gewicht van 2102 kilogram werd in 2004 geschat door Mazzetta. Het was een gemiddelde gebaseerd op een aantal regressievergelijkingen. De bekende maten van de botten werden geplot op grafieken die het gewicht van vele theropoden afzetten tegen de dimensies van hun beenderen. Daar kwamen heel verschillende resultaten uit. De lengte van het dijbeen wees op een gewicht van 2626 kilogram. Nam men de diameter overdwars van hetzelfde dijbeen dan was de uitkomst 1488 kilogram. Het middelen van acht van zulke vergelijkingen leverde de 2102 kilogram op, in publicaties vaak afgerond tot 2,1 ton. In 2019 kwam men  tot een schatting van 1419 kilogram uitgaande van de minimumomtrek van het dijbeen, 325 millimeter. Tegelijkertijd paste men de methode van Nicolás Campione toe, waarbij de omtrek geplot wordt op een grafiek van vele diergroepen en daarna gecorrigeerd voor het feit dat Carnotaurus een tweevoeter was, wat een gewicht van 1743 kilogram opleverde.
Carnotaurus was een ongebruikelijke theropode. Zijn schedel was erg hoog en kort, en boven de oogkassen zaten bulten waar toen het dier leefde hoorns moeten hebben gezeten. De functie hiervan is onbekend; mogelijk gebruikten mannetjes ze in onderlinge gevechten of werden ze gebruikt om vrouwelijke partners aan te trekken. Er is ook gespeculeerd dat ze gebruikt werden om prooien te rammen en zo te verwonden. Verder had hij bijzonder korte voorpoten met vier vingers die deden denken aan die van Tyrannosaurus en diens verwanten, hoewel de reductie hier nog extremer is. Deze degeneratie tot een rudimentair orgaan suggereert dat de armen iedere functie hadden verloren.
In 1990 was het eenvoudig vele onderscheidende kenmerken aan te geven. Dat kwam doordat er niet veel verwanten van Carnotaurus bekend waren, alleen Abelisaurus waarvan slechts een fragmentarische schedel opgegraven was. Sindsdien zijn er echter verschillende abelisauride soorten beschreven. De eigenschappen die in 1990 nog uniek leken, bleken alle gedeeld te worden met andere soorten. Vrijwel zeker zou een modernere beschrijving alsnog in staat zijn autapomorfieën aan te geven, maar zulk een formele descriptie ontbreekt voorlopig. Fernando Emilio Novas deed in 2009 een poging in een boek over Zuid-Amerikaanse dinosauriërs. Afwijkend vond hij de grote hoorns, de geringe hoogte/lengte-verhouding van de schedel, een opperarmbeen en onderarmbeenderen die robuuster zijn, de halfronde in plaats van ovale kop van het opperarmbeen in bovenaanzicht en de platte onderkant van het opperarmbeen dat afgeronde gewrichtsknobbels mist. De studie van de hand uit 2011 suggereerde aanvullende autapomorfieën. Bij de tweede en derde vinger is het eerste kootje langer dan het overeenkomende middenhandsbeen. De derde vinger heeft slechts twee kootjes.

### Skelet

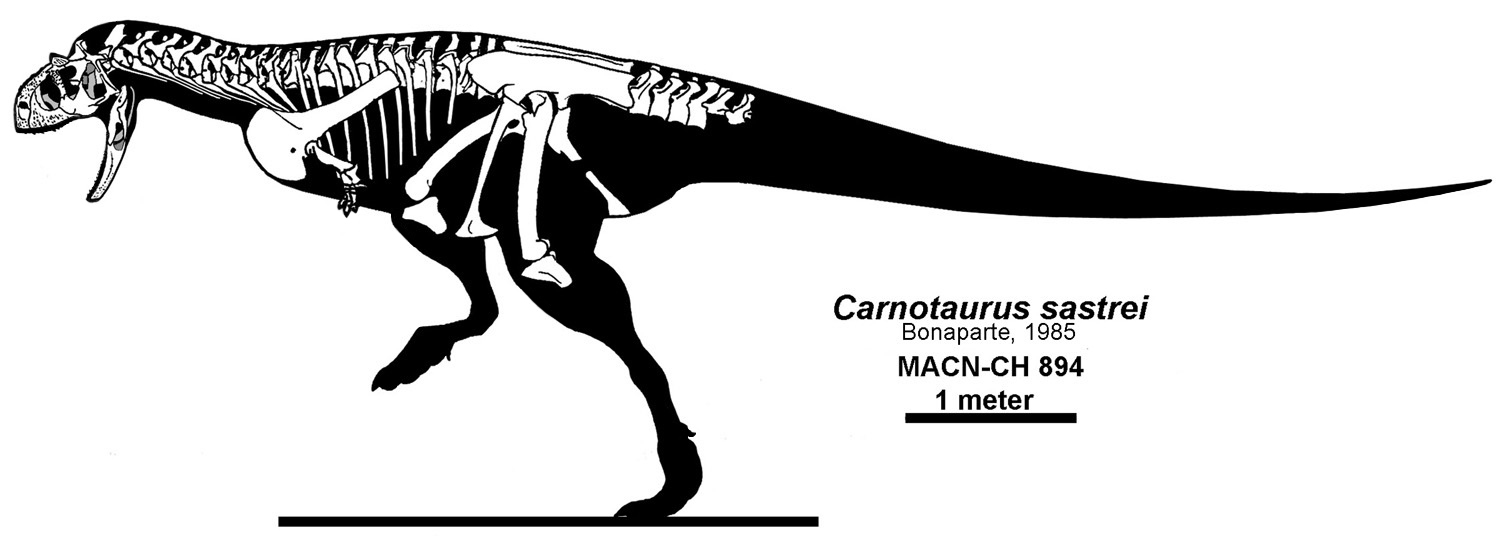
Een diagram van het bewaarde skelet door Jaime Headden

#### Schedel
De schedel heeft een lengte van 596 millimeter. De kop is sterk verkort. Dit resulteert in een hoge structuur met een grootste hoogte van 425 millimeter. De voorste schedelopeningen zijn nog eens extra hoog in de zijwand geplaatst: onder het neusgat, de fenestra antorbitalis en de oogkas bevindt zich zo een brede beenband. Een uitzondering is het onderste slaapvenster dat wel hoog is maar ook ver naar onderen doorloopt. In bovenaanzicht is de kop echter vooraan niet bijzonder breed maar loopt spits toe van een bredere achterkant uit.

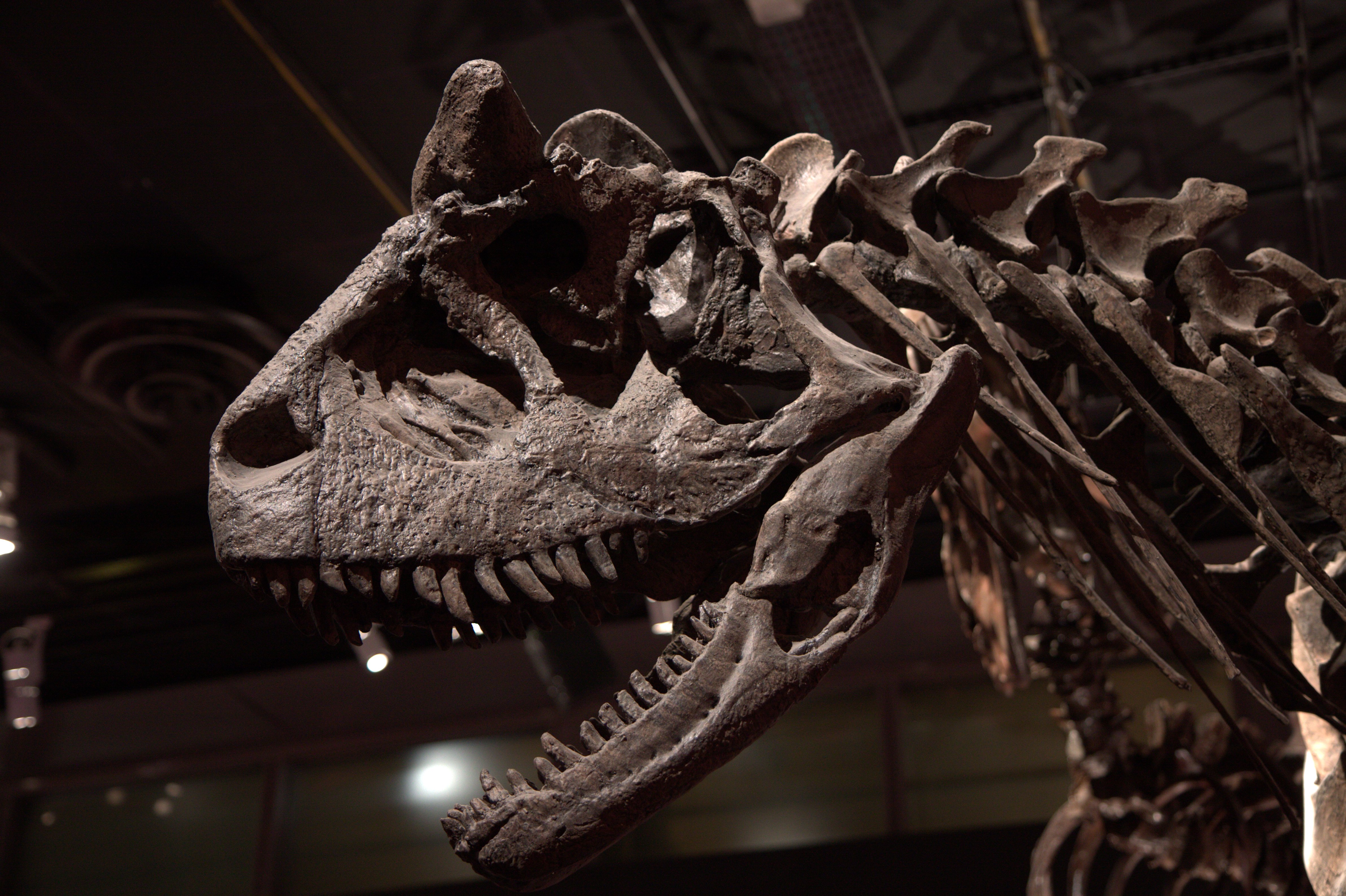
Een afgietsel van hoge kwaliteit van de schedel

De snuit loopt in bovenaanzicht taps toe maar is een stuk breder en meer afgerond dan bij basale Neoceratosauria. Eigenaardig is dat de kaaklijn naar voren toe geleidelijk oploopt zodat een bolle curve ontstaat. Het voorste snuitbeen, de praemaxilla, ligt daardoor tamelijk hoog. Het hoofdlichaam ervan staat haaks op de curve maar is door de bolling toch nog schuin naar achter gericht. De praemaxilla draagt vier kleine smalle tanden. Het neusgat vormt een recht overkapte groeve die schuin omhoog loopt. Naar onderen gaat die over in een heel gladde bodem in de vorm van een uitholling. De beschrijving uit 1990 veronderstelde dat hier een zoutklier zou kunnen liggen; tegenwoordig wordt dit gezien als de positie van de vlezige neusopening. De opgaande tak is kort en smal.

Diagram van de schedel

Ook het bovenkaaksbeen ofwel maxilla is kort en hoog. Een speciale voorwaartse tak naar de praemaxilla is eigenlijk nauwelijks ontwikkeld. Door de afwijkende vorm van het neusgat is moeilijk te zeggen of het bovenkaaksbeen er een bijdrage aan levert; de grens van de uitholling ligt op de beennaad. Er is een forse opgaande tak naar het neusbeen die bovenaan eindigt in een punt. Die vormt de kromme voorkant van de fenestra antorbitalis die het profiel heeft van een staande ovaal. Vooraan heeft deze opening een omringende uitholling waarin zich een veel kleinere verticale opening bevindt, een fenestra maxillaris. Deze is in zijaanzicht grotendeels zijwaarts overgroeid door de buitenwand van het bovenkaaksbeen. Het bovenkaaksbeen draagt twaalf tanden. Die zijn tweemaal langer dan de premaxillaire tanden, vrij smal, licht naar achteren gekromd en gericht, en eindigend in een spitse punt. De tanden zijn overdwars afgeplat en hebben kartelingen, denticula, op zowel de voorrand als de achterrand. De eerste maxillaire tand is al meteen fors groter dan de vierde premaxillaire tand. Daarna houden de tanden ongeveer hun lengte vast. Alleen de laatste twee tanden, de elfde en twaalfde, zijn duidelijk korter. De tanden zijn vrij klein ten opzichte van de uitzonderlijke hoogte van de schedel. Het hoge hoofdlichaam van het bovenkaaksbeen wordt dus niet gebruikt om extra grote tanden in te herbergen. Wel lagen er de vervangingstanden in die overigens in 1990 nog niet onderzocht waren.
Het neusbeen (os nasale) is kort, relatief breed en bovenop sterk geornamenteerd met allerlei beenbulten. Kleinere bulten of althans een ruw oppervlak, zijn ook te zien op de praemaxilla, het bovenkaaksbeen en het voorhoofdsbeen. Deze verruwingen waren vermoedelijk aanhechtingen voor bultige hoornlagen. Het neusbeen overlapt het traanbeen (os lacrimale) en heeft aan de achterzijde kleine penvormige uitsteeksels die passen in een inkeping aan de voorste buitenzijde van dat bot zodat een soort gewricht gevormd wordt tussen de twee schedelelementen. De neusbeenderen  kepen achteraan de voorhoofdsbeenderen ondiep en breed in. De voorhoofdsbeenderen (frontalia) zijn versmolten op hun middenlijn. Ze zijn verdikt en naar buiten versterkt die verdikking zich en gaat over in breed uitlopende puntige 146 millimeter lange hoorns die ver buiten het schedeldak uitsteken. De hoorns zijn ingekorven door vrij diepe groeven die naar buiten en wat omlaag lopen. De groeven duiden de groeirichting aan van een hoornschacht die de lengte nog aanzienlijk kan hebben verhoogd. Het is niet duidelijk of de hoorns massief of uitgehold zijn. De basis van de hoorn is zeer breed van voor naar achteren gemeten. Deze hoorns zijn niet homoloog aan de hoorns van andere theropoden die zich vóór dan wel achter de oogkas, op het traanbeen respectievelijk het postorbitale bevinden. Evenmin is er een homologie met de enkelvoudige verticale hoorn op het schedeldak van Majungasaurus. De hoorns van Carnotaurus liggen precies boven de ogen. Hun dwarsdoorsnede is min of meer die van een afgeplatte ovaal. Boven op de hoorn loopt in het midden een richel, haaks op de lengteas van de schedel. Een andere richel staat daar weer haaks op en omringt de hoorn; een dergelijke 'lip' kan de begrenzing en verankering geweest zijn van de hoornschacht wat bevestigd wordt door het veel gladder zijn van de zone meer naar de basis van de hoorn. Hoewel de achterrand wat boller is dan de voorrand, is de hoorn niet naar voren gericht of gebogen. De hoorns staan schuin omhoog en buigen daarbij niet omlaag hoewel de bovenrand wat boller is dan de onderrand.

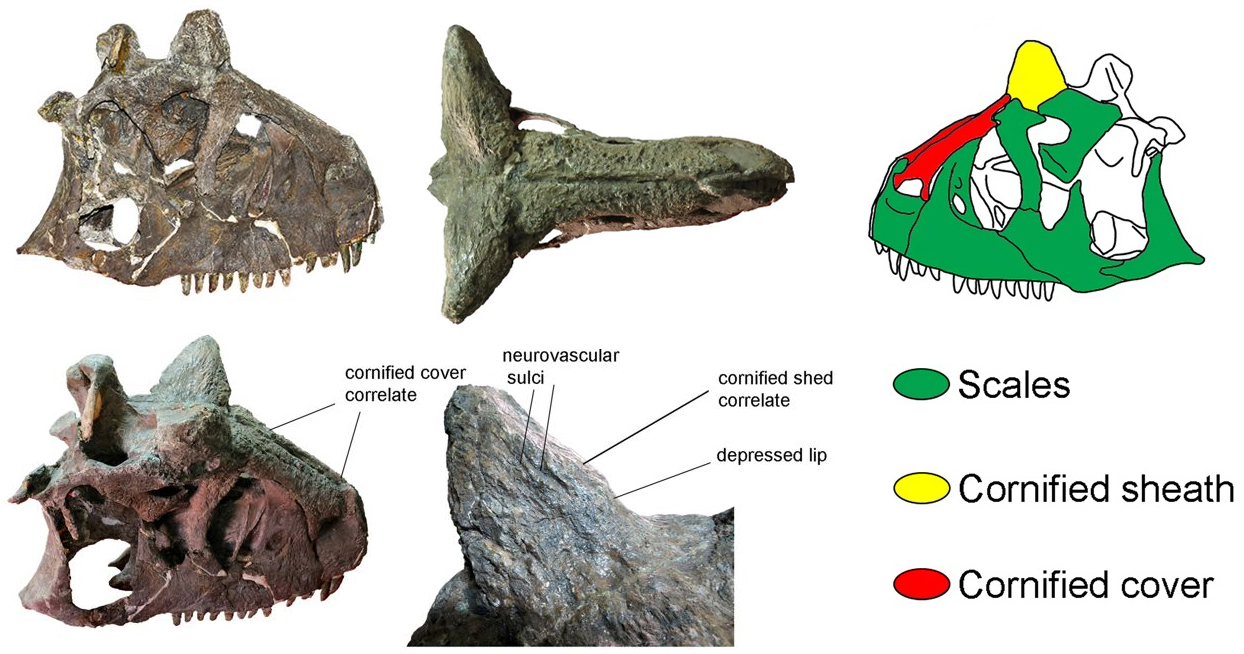
De authentieke schedel van het holotype

De voorhoofdsbeenderen zijn met de wandbeenderen (parietalia) vergroeid tot een stevig schedeldak. De ook weer met elkaar vergroeide wandbeenderen worden middenin sterk ingesnoerd door de uithollingen van de bovenste slaapvensters. De uithollingen zijn zeer diep, naar het midden hoog oplopend waar zich de hoge vergroeide lengtekam tussen de wandbeenderen bevindt. De wandbeenderen eindigen achteraan in een zeer hoge en ver boven het overige schedeldak uitstekende dwarskam, ruitvormig in bovenaanzicht, waarop het supraoccipitale een ver omhoogstekende maar ook brede wig vormt. Dit moet de aanhechting geweest zijn van een zeer dikke Musculus transversospinalis capitis, de spier die de kop omhoogtrekt. Het is echter ook wel verondersteld dat deze spier alleen aan het bovenste gedeelte van de kam vastzat. Mer in het bijzonder kunnen bij de transversospinale spiergroep de Musculus complexus, de Musculus biventer capitis en de Musculus splenius capitis aanwezig geweest zijn. Het geheel zal verder versterkt zijn door een krachtig kapsel van bindweefsel. De dwarskam vormt een rechte achterwand voor de bovenste slaapvensters waaraan hij direct grenst.

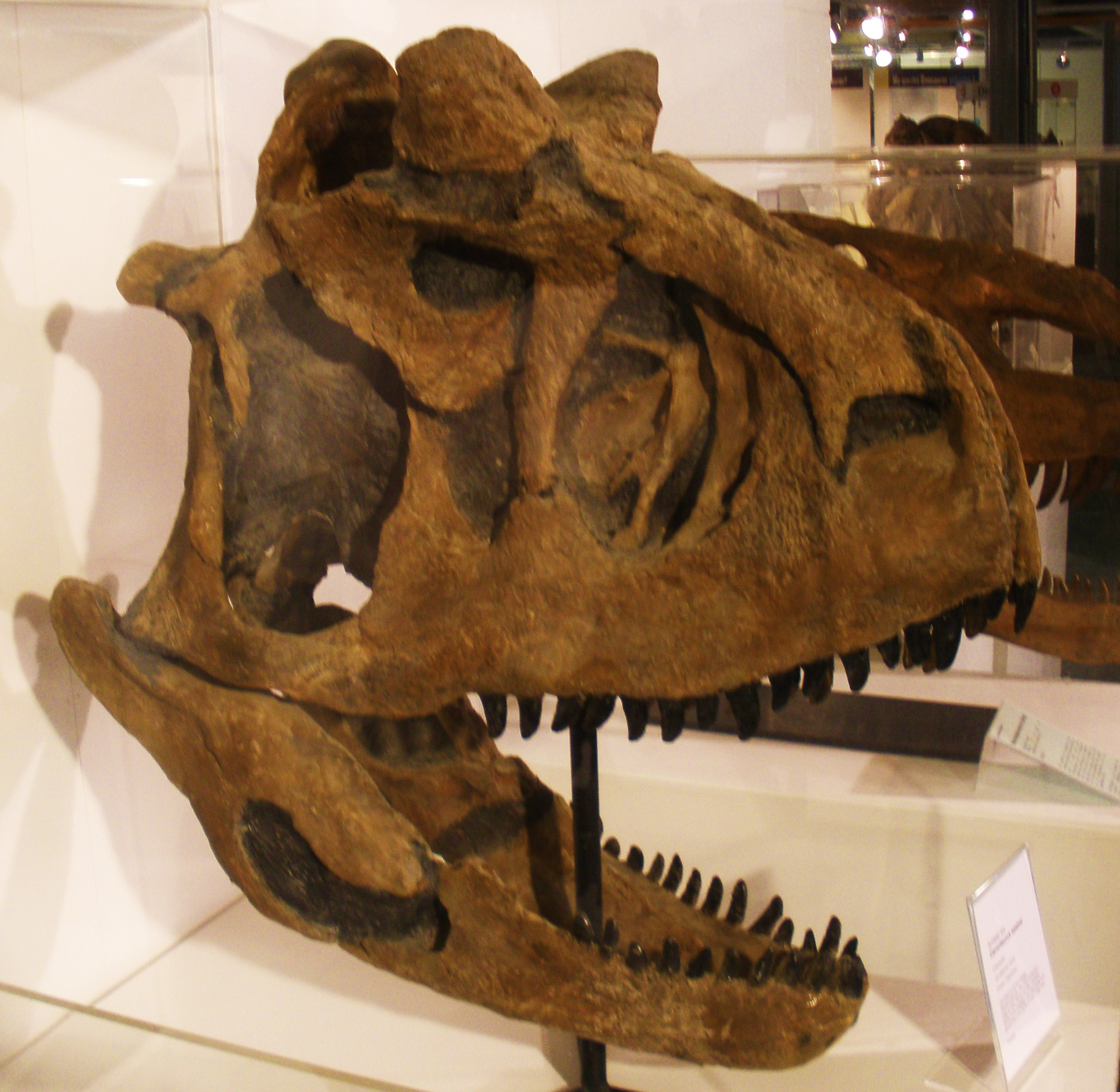
Dit afgietsel is van slechte kwaliteit; het laat de omvang van de verbeende tussenschotten zien dat ze zelfs hier duidelijk door de fenestra antorbitalis zichtbaar zijn

Het traanbeen vormt een brede beenbalk tussen de fenestra antorbitalis en de oogkas. Deze snoert de oogkas nauwelijks van voren in. Des te sterker is de insnoering van achteren waar het postorbitale een zich verbredende neergaande tak heeft waarvan het waaiervormige uiteinde een scherpe voorste hoek vormt die schuin omhoog in de oogkas steekt. Boven deze hoek heeft de oogkas een halfronde uitstulping naar achteren en vermoedelijk bevond zich hierin het eigenlijke oog. De ruimte daarvoor beslaat zo slechts het bovenste derde deel van de orbita als geheel. Het traanbeen heeft bovenaan een achterste tak die het postorbitale raakt, een typisch abelisauride kenmerk. Het postorbitale is vooraan met de hoorn verbonden. De voorste tak ontbreekt vrijwel. Achter het postorbitale loopt het squamosum vrij recht schuin naar achteren en beneden. Het kleine squamosum heeft een staafvormige rechte neergaande tak naar het lange vergroeide quadratum en quadratojugale. Het jukbeen (os jugale) is kort en zeer hoog, met een brede opgaande tak naar het traanbeen en een zich sterk vernauwende opgaande tak naar het postorbitale. De voorste beennaad van het jukbeen met het bovenkaaksbeen vormt een hechte verbinding maar de raakvlakken met traanbeen, postorbitale en quadratojugale zijn veel losser zodat een zekere kinesis, beweeglijkheid van de schedel, mogelijk lijkt.
Het achterhoofd is hoog en wordt bovenop bekroond door de ronde boog van de dwarskam die naar onderen naadloos overgaat in het centrale supraoccipitale. Dit heeft links en rechts twee diepe en brede uithollingen gescheiden door een verticale kam die naar boven uitloopt in het supraocipitaal uitsteeksel op de dwarskam. De verticale kam loopt naar beneden door tot bijna het achterhoofdsgat, een ronde en vrij kleine opening. Aan weerszijden hiervan moeten zich de exoccipitalia bevinden maar de versmelting van de beenderen is zo volledig dat de grens met het supraoccipitale en een mogelijke bijdrage daarvan aan de rand van het achterhoofdsgat, niet waarneembaar is. Ter hoogte van het achterhoofdgat bevinden zich ook de zijuitsteeksels, de processus paroccipitales die de aanhechting vormen voor de Musculus longissimus capitis superficialis die het hoofd roteert. Deze zijn vrij kort en horizontaal gericht; naar achteren buigend verbreden ze zich spatelvormig van een vrij dunne basis uit. De achterhoofdsknobbel heeft de vorm van een platte liggende ovaal met een laag lengtericheltje op de onderkant. De tubercula basilaria, de aanhechtingen voor de Musculus rectus capitis anterior die het hoofd doet knikken, vormen een vergroeide afhangende beenplaat die naar voren overgaat in het basisfenoïde van de onderste hersenpan. Deze draagt korte maar brede processus basipterygoidei. De zijkant van de hersenpan is relatief glad en strak en heeft vele openingen voor het oor en de verschillende hersenzenuwen. Een opvallende structuur is een grote recessus tympanicus anterior die van voren overhangen wordt door een preoticum met groeven die wijzen op een aanhechting voor de Musculus levator pterygoideus. Dat er überhaupt een recessus tympanicus is, duidt op een mate van pneumatisering. Een studie uit 2019, gebaseerd op een CAT-scan van de schedel uitgevoerd in 2010, wees uit dat het schedeldak hoge luchtholten bezit en dat de nek van de achterhoofdsknobbel gepneumatiseerd is. Ook was er een opvallende inzinking, naar boven toe, in de bodem van de hersenholte, bij de sella turcica. De voorste hersenpan is verbonden met een uitgebreid stelsel van verbeende tussenschotten die bij andere theropoden vaak van kraakbeen blijven. Zo is er een verbeend schot tussen de oogkassen en zijn de omhulsels, ethmoïden, van de reuklobben geheel verbeend. Naar voren loopt dit systeem, dat des te opvallender is wegens de grote hoogte van de schedel, weer door in een verbeend neustussenschot. In 2019 bleek dat de reuklobben bij Zuid-Amerikaanse abelisauriden relatief lang waren maar extra gerekt bij Carnotaurus waar ze speciaal ver en verticaal diep uitlopen, wellicht een teken dat de reuk een grote rol speelde bij het gedrag. Verticale openingen zorgen voor het contact tussen de twee schedelhelften. Zo'n verbinding in de vorm van een fonticulus interorbitalis bestaat bij Carnotaurus echter niet tussen de ogen. De CAT-scan toonde aan dat de flocculi die het zicht coördineren met de kopbeweging uitzonderlijk lang zijn. De herseninhoud werd geschat op 169,8 kubieke centimeter. Uitgaande van een lichaamsgewicht van 1,4 tot 1,7 levert dat een encefalisatiequotiënt van 1,4 tot 1,6 op wat relatief hoog is, dat van Tyrannosaurus benaderend.

#### Onderkaken

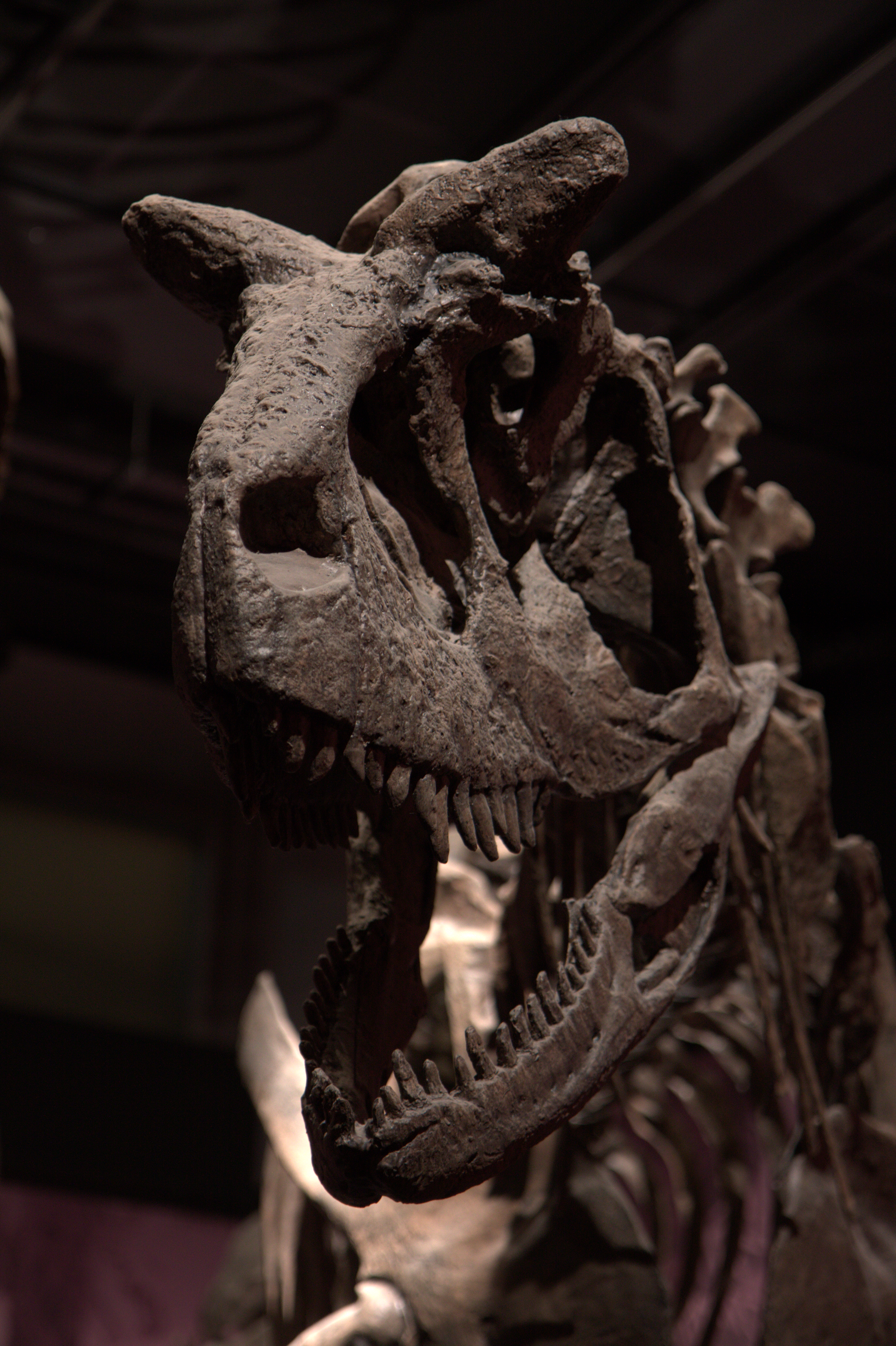
De onderkaak heeft een groot zijvenster, de locatie van een zijgewricht

In tegenstelling tot de schedel is de onderkaak erg laag. Dit was in de jaren tachtig een van de verwarrendste eigenschappen van Carnotaurus: de hoge schedel viel het eenvoudigst te verklaren als een aanpassing om de bijtkracht vergroten maar het in zijaanzicht dunne bot van de onderkaak is daarmee niet in overeenstemming te brengen. Het voorste been van de onderkaak, het dentarium, draagt vijftien tanden. Die zijn wat kleiner dan de maxillaire tanden maar hebben wel hun vorm: tamelijk recht en vrij smal. Het dentarium kromt omhoog, min of meer de curve volgend van de bovenkaak, waarbij men moet bedenken dat boventanden en ondertanden bij theropoden niet occluderen doordat de onderkaken bij sluiting van de muil gedeeltelijk het gewelfde verhemelte inschuiven.
Het buitenste oppervlak van het dentarium is complex gevormd. Onder de voorste vier tanden bevindt zich een hoge horizontale groeve met aderkanalen. Ter hoogte van de zesde tand begint een veel lagere horizontale groeve met openingen. Die vormt de bovenrand van een opvallende richel die zich naar achteren verdikt en overgaat in de gevorkte achterkant van het dentarium, met een bovenste en onderste tak. Die takken raken rondom een groot en nogal voorwaarts gelegen zijvenster respectievelijk het surangulare en het angulare. De verbindingen met deze achterste botten is zeer los zodat een zijgewricht ontstaat. Dit is ook bekend van andere theropoden en diende om bij het sluiten van de muil het midden van de kaak zijwaarts naar buiten te laten klappen zodat de onderkaken als geheel naar achteren getrokken werden en het vlees van het slachtoffer naar binnengewerkt werd. Bij Carnotaurus is de beweeglijkheid echter extreem, blijkt uit een inkeping in de bovenste achterste tak van het dentarium om de bolle voorkant van het surangulare in te laten roteren en de bijzondere dunheid van de onderste tak die het angulare slechts in een punt raakt. Het hoge spleniale dat de achterste binnenkant van het dentarium bedekt, belemmert deze bewegingen niet.
Meer naar achteren is het surangulare tamelijk vlak zonder veel hefboomwerking via een coronoïde uitsteeksel wat de matige bijtkracht bevestigt. Het eindigt achteraan in een lang en laag retroarticualir uitsteeksel, een hefboom om de kaak te openen. Carnotaurus kon dus goed de muil opensperren. Het surangulare heeft achteraan een zes millimeter lang foramen surangulare posterior. Er is ook een apart klein coronoïde bot dat echter lager ligt dan het surangulare en vooraan een inkeping heeft voor de articulatie van de binnenzijde van de bovenste tak van het dentarium; dit maakt dus weer deel uit van het zijgewricht. Aan de binnenkant van de achterkant van de kaak bevindt zich een prearticulare. Dit raakt vooraan het spleniale niet zodat de beweeglijkheid niet gehinderd wordt. Bovenaan heeft dit bot een grote uitholling, de onderrand van een grote opening waardoorheen de sluitpieren het holle binnenste van de kaak kunnen binnengaan. Het articulare vormt de onderkant van het kaakgewricht en heeft de gebruikelijke vorm met twee lengtegroeven voor de twee knobbels van het quadratum. Naar achteren loopt het onderste kaakgewricht via een groeve uit in het retroarticulair uitsteeksel.

#### Postcrania

##### Wervelkolom

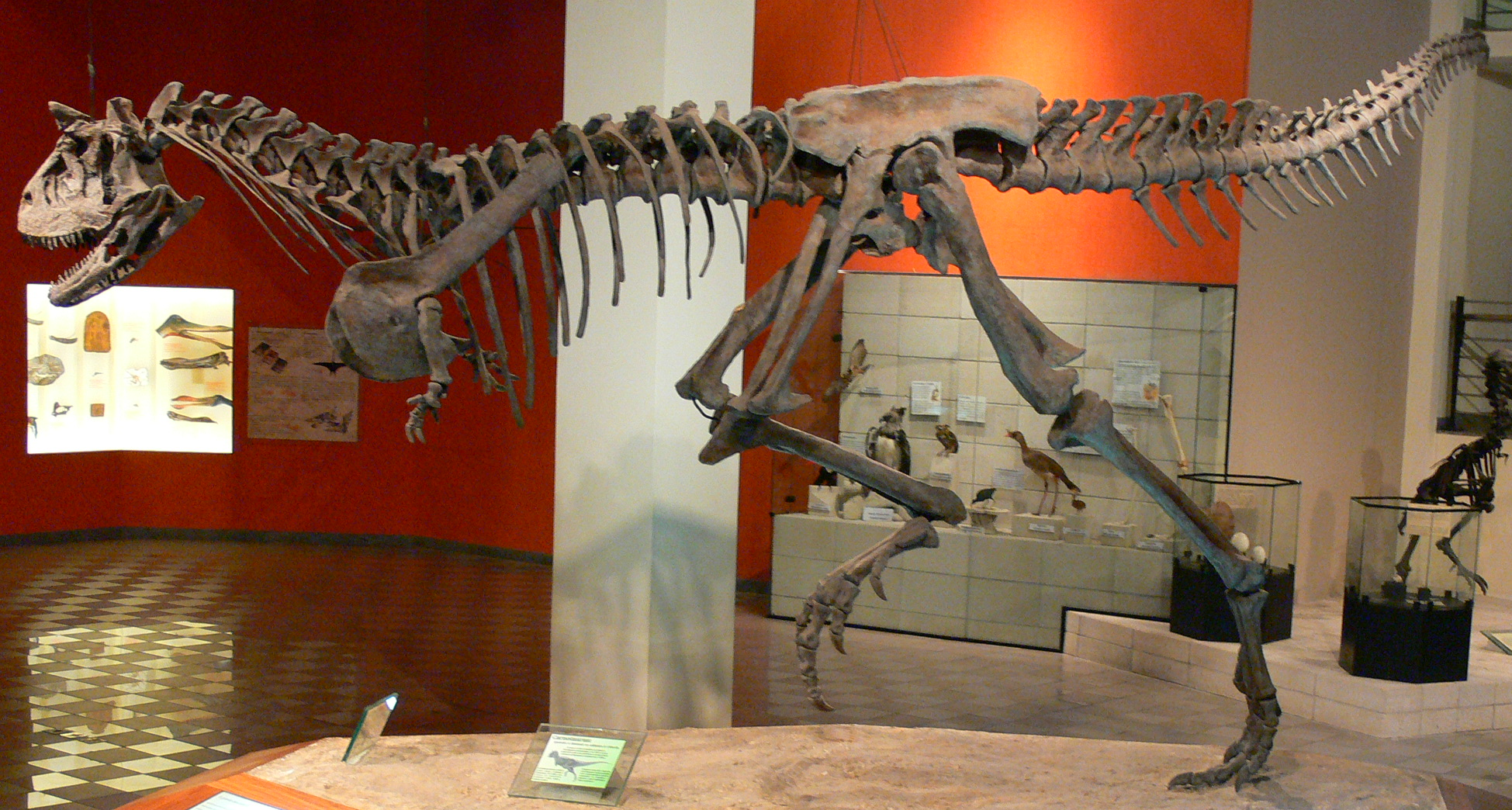
Een skeletmodel

De wervelkolom telt tien halswervels, twaalf ruggenwervels, zes sacrale wervels en minstens zeven staartwervels. Het totale aantal wervels in de staart moet veel hoger hebben gelegen; bij de verwant Aucasaurus zijn er echter aanwijzingen dat de staart naar achteren toe snel in hoogte verloor en vrij kort was, misschien niet meer dan een dertigtal wervels tellend. Overigens telde de beschrijving uit 1990 een dorsosacrale wervel bij het heiligbeen zodat men daar op elf ruggenwervels en zeven sacrale wervels uitkwam.
De nek was in 1985 een van de meer verwarrende onderdelen van het skelet. Bij andere grote theropoden heeft de nek een sterke S-vorm, veroorzaakt door een wigvormige afschuining van de wervellichamen. Theropode wervels hebben meestal een basisvorm die niet sterk afwijkt van die van andere reptielen. De wervel bestaat uit een cilinder, het wervellichaam, met daarop een wervelboog die het ruggenmergkanaal in de lengterichting overkapt. De wervelboog draagt allerlei uitsteeksels waarmee de wervels ten opzichte van elkaar bewogen kunnen worden. Boven op de wervelboog bevindt zich een min of meer verticaal gericht doornuitsteeksel waaraan en waarlangs allerlei spieren en pezen de verticale beweging kunnen aansturen. Twee zijuitsteeksels doen hetzelfde voor de horizontale beweging en fungeren meteen als raakvlak voor de bovenste ribkop. Twee vlakke gewrichtsuitsteeksels, zowel aan de voorkant als de achterkant van de wervelboog, laten de wervels in elkaar passen en voorkomen te grote rotaties, vooral om de lengteas. Ook de gewrichtsuitsteeksels kunnen weer dienen om er pezen aan te bevestigen en de achterste gewrichtsuitsteeksels, de postzygapofysen, hebben daartoe soms een klein uitsteekseltje aan de bovenste basis, de epipofyse, vaak niet meer dan een bultje op de bovenrand.
Bij Carnotaurus wijkt de nek nogal af van het standaardmodel. De nek is veel rechter dan normaal doordat de afschuiningen gering zijn. De gewrichtsuitsteeksels zijn extreem afgeplat en zijdelings verbreed. Het vreemdst is dat de epipofysen enorm uitgegroeid zijn tot twee rijen hoge vleugels aan weerszijden van lage doornuitsteeksels. Niet die laatste maar de epipofysen vormen dus het hoogste punt van de nek. De epipofysen zijn ook in de lengterichting sterk verbreed zodat ze bij elkaar een lange, en overigens ook overdwars brede, trog vormen op de nek. Deze bouw was wat raadselachtig. De afgeplatte gewrichtsuitsteeksels vielen nog te begrijpen als aanpassingen om de verticale beweeglijkheid te verminderen en de horizontale te vergroten, hoewel de reden daarvoor duister bleef. De functie van de vergrote epipofysen bleef voorlopig onduidelijk.

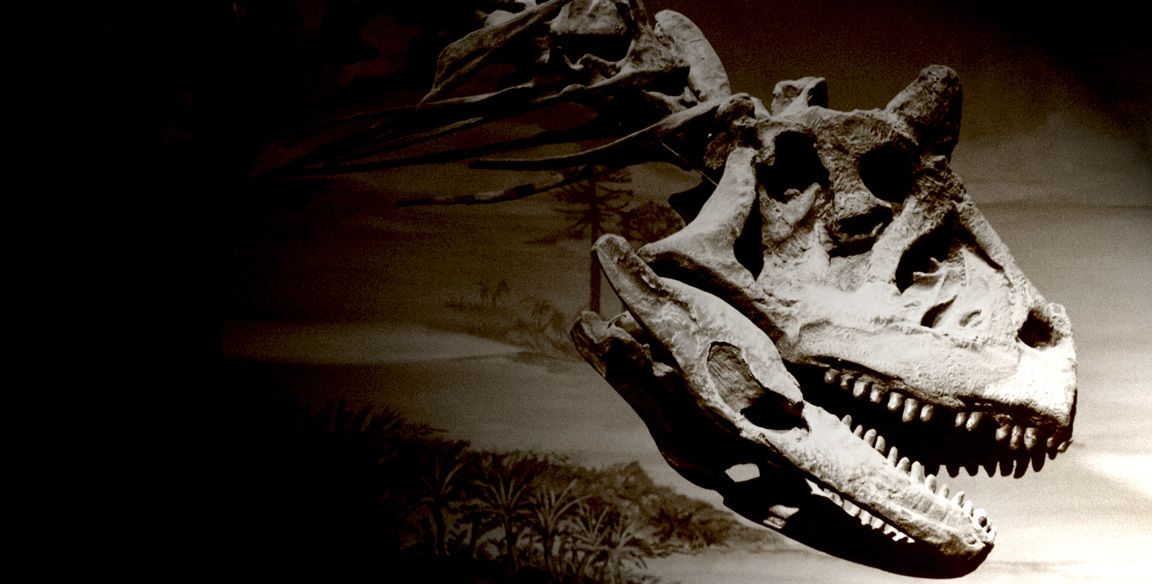
Hier ziet men direct achter de schedel duidelijk de hoge kam van het doornuitsteeksel van de draaier

De voorste halswervels zijn wat minder vreemd. De eerste, de atlas, maakt contact met de achterhoofdsknobbel en moet daartoe een soort kom vormen. Om de kromming daarvan volmaakt te krijgen zijn er vaak twee 'inzetstukjes' aanwezig in de vorm van een intercentrum onderaan en een proatlas bovenaan. Van dat laatste element is er bij Carnotaurus geen spoor aanwezig, zelfs niet in de vorm van facetten op de wervelboog en het kan zijn dat de proatlas simpelweg ontbrak. Het doornuitsteeksel van de atlas is een korte staaf die naar achteren steekt. De tweede wervel, de draaier, is hecht met de atlas verbonden via een naar voren gericht tandvormig uitsteeksel dat tussen de helften van de wervelboog past en meteen de platte bodem vormt voor het ruggenmergkanaal. De draaier verankert ook de pees- en kapselverbindingen tussen nek en schedel en heeft daartoe een enorme kielvormig doornuitsteeksel dat schuin naar achteren en boven steekt en aan het uiteinde wat gevorkt is. Deze bouw lijkt sterk op die van Ceratosaurus. De draaier is licht gekield aan de onderzijde. Het wervellichaam heeft in beide zijkanten twee pleurocoelen en een grotere pneumatische opening in de zijde van de wervelboog. Deze doorgangen zijn gevormd door uitlopers van de luchtzakken van het ademhalingssysteem, i.c. vermoedelijk de grote luchtzak aan de nekbasis, die daarmee in de botten dringen en deze uithollen. De draaier heeft bij Carnotaurus de eigenaardigheid dat het voorste centrumfacet een stuk hoger ligt dan het achterste. Bij een verder vrij rechte nek wordt de schedel op het eind ervan dus toch boven de lijn ervan gebracht. Deze kromming, nog vergoot door het hoge doornuitsteeksel, is nodig om als een hefboom te dienen voor de enorme spieren die aan de dwarskam op het achterhoofd vastzaten. Carnotaurus kreeg hierdoor een duidelijke 'bulldognek'. Bij de eerste illustraties werd dit effect echter overdreven. Opmerkelijk is verder dat reeds de draaier erg breed is. De breedte overdwars bedraagt veertig procent van die van de schedel.
Bij de meer achterste halswervels neemt de breedte nog verder toe totdat de nek even breed wordt als de schedel. Dat begint al sterk bij de derde wervel waarvan de wervelboog tweemaal breder is dan het centrum. De nek wordt daardoor relatief plat. Dat wordt versterkt doordat de hoogte van de wervellichamen ten opzichte van de lengte ook al matig is. In zijaanzicht hebben vooral de centra van de voorste halswervels daardoor een duidelijk rechthoekig profiel. Door de verbreding overdwars hebben ze dat ook in vooraanzicht. Hierdoor wordt de trog tussen de rijen epipofysen zo breed. Meer naar achteren verkorten de halswervels zich ook. Van de zevende wervel af is het centrum korter dan hoog. De halswervels zijn sterk opisthocoel: van voren bol en van achteren hol. De derde, negende en tiende halswervel zijn gekield aan de onderzijde. De zijkanten van alle halswervels worden ieder doorboord door twee foramina. Majungasaurus heeft er per zijde maar één. Er loopt een goed ontwikkelde richel tussen het voorste gewrichtsuitsteeksel en de epipofyse. In totaal heeft de nek van Carnotaurus een lengte van zesennegentig centimeter.

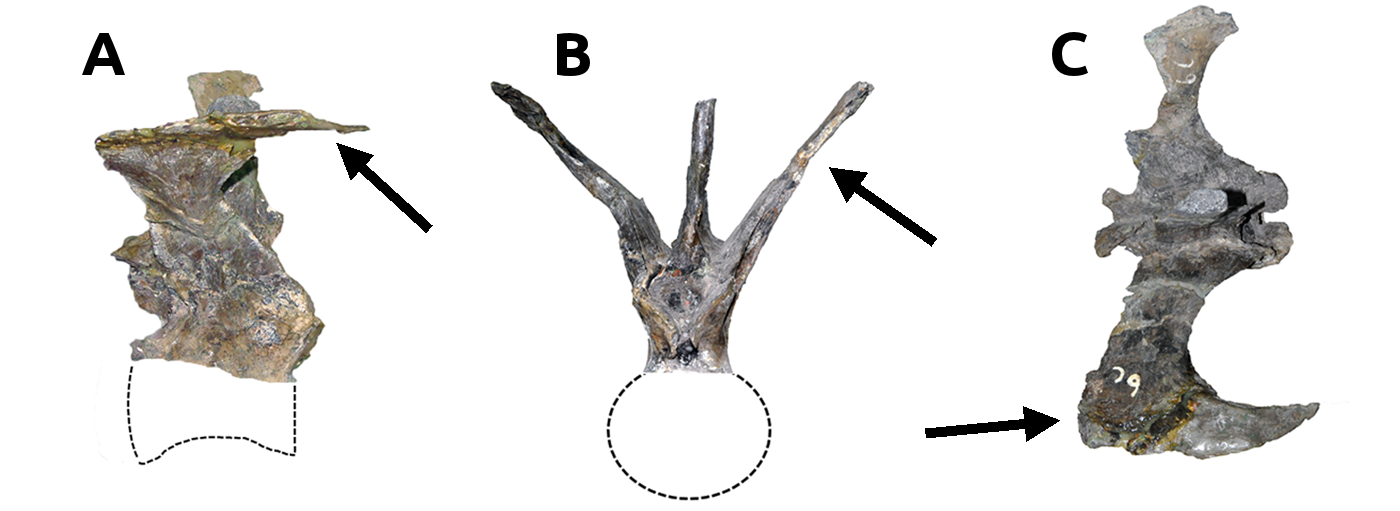
De zesde staartwervel; de pijlen wijzen naar de zijuitsteeksels

Ook de rest van de wervelkolom toont een vergrote verstijving. De rug is meer rigide doordat de wervels versterkte en complexe hyposfeen-hypantrum-complexen hebben, secundaire gewrichtsuitsteeksels. De versterking bestaat uit een kegelvormige hyposfeen en een hypantrum dat verengd wordt door uitsteeksels die van de voorste gewrichtsuitsteeksels afhangen. Hetzelfde geldt voor de staartbasis die nog verder verstijfd wordt door eigenaardige bijlvormige of sikkelvormige zijuitsteeksels. Daarnaast is het heiligbeen zeer hecht vergroeid met een doorlopende supraneurale plaat boven de zes eigenlijke sacrale wervels. Die laatste zijn opvallend smal. De dorsosacrale wervel is veel breder en niet vergroeid met een doornuitsteeksel dat gescheiden blijft van de supraneurale plaat. In de rug hebben de wervels grote pleurocoelen. Hun zijuitsteeksels vormen enorme schuin omhoog stekende vleugels.

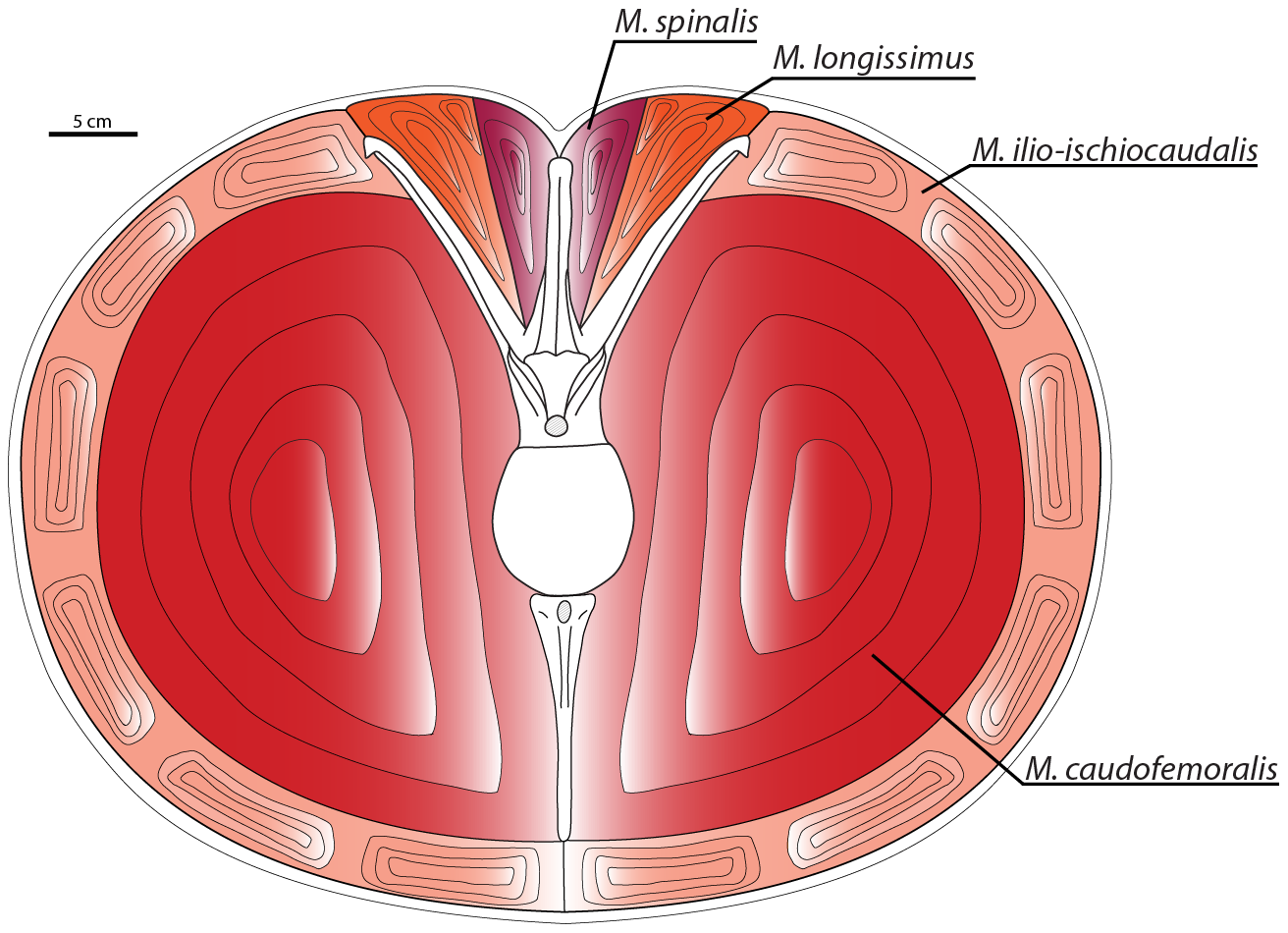
De doorsnede van de staartbasis toont de enorme omvang van de M. caudofemoralis

In 2011 werd een studie gewijd aan de staartbasis. Die wees er op dat de zijuitsteeksels ofwel staartribben — het werd vermoed dat het niet volledig ging om de diapofysen — schuin omhoog en naar achteren gericht zijn met verbrede, afgeplatte en naar voren gerichte punten die vaak nog boven het niveau van het doornuitsteeksel uitkomen. Sinds 1990 is een eenzelfde morfologie gevonden bij Aucasaurus garridoi, Ilokelesia aguadagradensis en Skorpiovenator bustingorryi. Dit zijn Zuid-Amerikaanse verwanten; abelisauriden uit Madagaskar en India tonen dit kenmerk niet. Die hebben 'normale' zijuitsteeksels die horizontaal zijwaarts uitsteken en niet verbreed zijn. In 2011 werd aangenomen dat de zijuitsteeksels dienden ter vergroting van de retractorspier, de Musculus caudofemoralis longus die hij dijbeen naar achteren trekt en de belangrijkste bijdrage levert aan de voortbeweging van het dier. Het gewicht van iedere spier van elke zijkant werd via modellering geschat op 111 tot 137 kilogram. De vergroting van deze spier verkleinde de ruimte voor de epiaxiale spieren tussen het zijuitsteeksel en het doornuitsteeksel, de Musculus spinalis en de Musculus longissimus. De sikkelvorm van de staartribben zou een tweeledig doel gediend hebben. De uitsteeksels verstijfden de staartbasis maar zouden ook hebben gediend als aanhechtingspunten van de spier. In 1990 werd geconcludeerd dat de chevrons, de uitsteeksels aan de onderzijde van de staart, extreem naar achteren gericht stonden, sterker dan bij andere theropoden. In 2011 werd dit betwijfeld: het zou in ieder geval haaks staan op de gedachte dat de staartbasis gespecialiseerd was om de musculatuur zoveel mogelijk ruimte te bieden. Bij de modellering nam men aan dat de oriëntatie de gebruikelijke was. Overigens omklemmen de voorste punten van de zijuitsteeksels van de eerste staartwervel de darmbeenderen. Deze uitsteeksels zijn op zich niet bewaard maar de inkepingen zijn op de darmbeenderen zichtbaar.

##### Ledematen
In de schoudergordel is van het schouderblad het bovenste/achterste uiteinde weinig verbreed. Vooraan is de processus acromialis weinig ontwikkeld. Het ravenbeksbeen vormt een zeer grote halve schijf. Dat laatste is eigenaardig omdat de voorpoot zo klein is en dus niet van het ravenbeksbeen uit ondersteund hoefde te worden. Novas verklaarde dit in 2009 door aan te nemen dat de ravenbeksbeenderen dienden als aanhechting voor spieren of weefsels die de nekbasis ondersteunden. Een vergroot ravenbeksbeen past dan bij de algehele versterking van de nek. Het kan ook zijn dat de ravenbeksbeenderen de voorste borstkas moesten versterken voor botsingen met grote prooien die met de muil geramd werden.

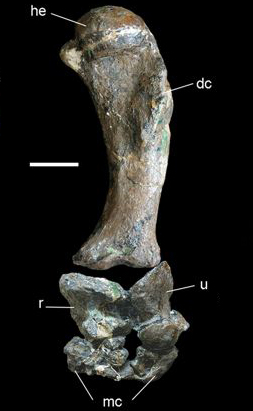
De linkerarm van Carnotaurus

Het opperarmbeen is kort, 285 millimeter lang, maar robuust. De lengte is dus slechts dertig procent van die van het dijbeen. De deltopectorale kam is echter zeer zwak ontwikkeld. De kop vormt een grote ronde halve bol. De botten van de onderarm, de ellepijp (ulna) en het spaakbeen (radius), zijn sterk verkort en hebben maar een kwart van de lengte van de bovenarm. Ze zijn bovenaan sterk verbreed. Ze lopen evenwijdig wat in 1990 de beschrijvers tot de conclusie bracht dat er een extreme supinatie was waarbij de handpalm naar voren gericht werd. In 2006 publiceerde Phil Senter een studie naar de bewegingsvrijheid van de arm. De ronde humeruskop zou erop wijzen dat de bovenarm verder geheven kon worden dan bij de meeste theropoden, in een beweging overdwars, dus zijdelings van de romp af. De brede boveneinden van de ellepijp en het spaakbeen zouden echter de elleboog onbeweeglijk hebben gemaakt. Carnotaurus zou de ronde kop geërfd hebben van abelisauride voorouders die de arm nog wel gebruikten. In wezen zou de arm bij Carnotaurus alle functie verloren hebben, zoals ook blijkt uit de geringe en dunne zenuwkanalen.
Volgens de beschrijving uit 1990 waren er polsbeenderen, carpalia, aanwezig. In 2011 werd echter geconcludeerd dat bij het fossiel omhooggeklapte vingerkootjes voor deze carpalia waren aangezien. De verwarring zou mede ontstaan zijn doordat de kootjes zo extreem verkort waren. Volgens de beschrijving uit 2011 had Carnotaurus, net als Aucasaurus, vermoedelijk helemaal geen verbeende carpalia. Dat betekent overigens niet noodzakelijkerwijs dat ellepijp en spaakbeen direct aan de hand grensden. De carpalia kunnen ook aanwezig kunnen zijn geweest in de vorm van stukken kraakbeen. Gezien de geringe beweeglijkheid van de rest van de arm is het echter onwaarschijnlijk dat er nog een functioneel polsgewricht was.
In 1990 kwam men tot de conclusie dat het vierde middenhandsbeen het grootste element in de hand was. Het zou robuust en kegelvormig zijn en geen vinger dragen. In plaats daarvan stak het zelf klauwvormig uit. Novas had hier steeds grote twijfel over. Normaal is in de hand van basale theropoden namelijk het eerste middenhandsbeen het meest robuust en draagt het een lange afstaande duimklauw. Het zou dus kunnen dat in de extreem gereduceerde hand van Carnotaurus het eerste middenhandsbeen zo met het eerste kootje en de klauw van de eerste vinger was vergroeid dat het de illusie schiep van een bot dat aan één enkel element van de hand homoloog was. In dat geval zou de hand in 1990 omgekeerd zijn geïnterpreteerd. De studie uit 2011 bevestigde echter dat het om het vierde metacarpale ging. Dat zou dan bovenaan een komvormig breed gewricht hebben gehad dat direct met de ellepijp articuleerde. In dat geval zouden er inderdaad helemaal geen carpalia geweest zijn. Een situatie als in 2011 voor Carnotaurus aangenomen werd, is verder van geen enkele andere theropode bekend. Meestal is het vierde middenhandsbeen ook dun en draagt het, indien althans aanwezig, een dunne vierde vinger. Bij Aucasaurus is het vierde metacarpale ook kegelvormig.

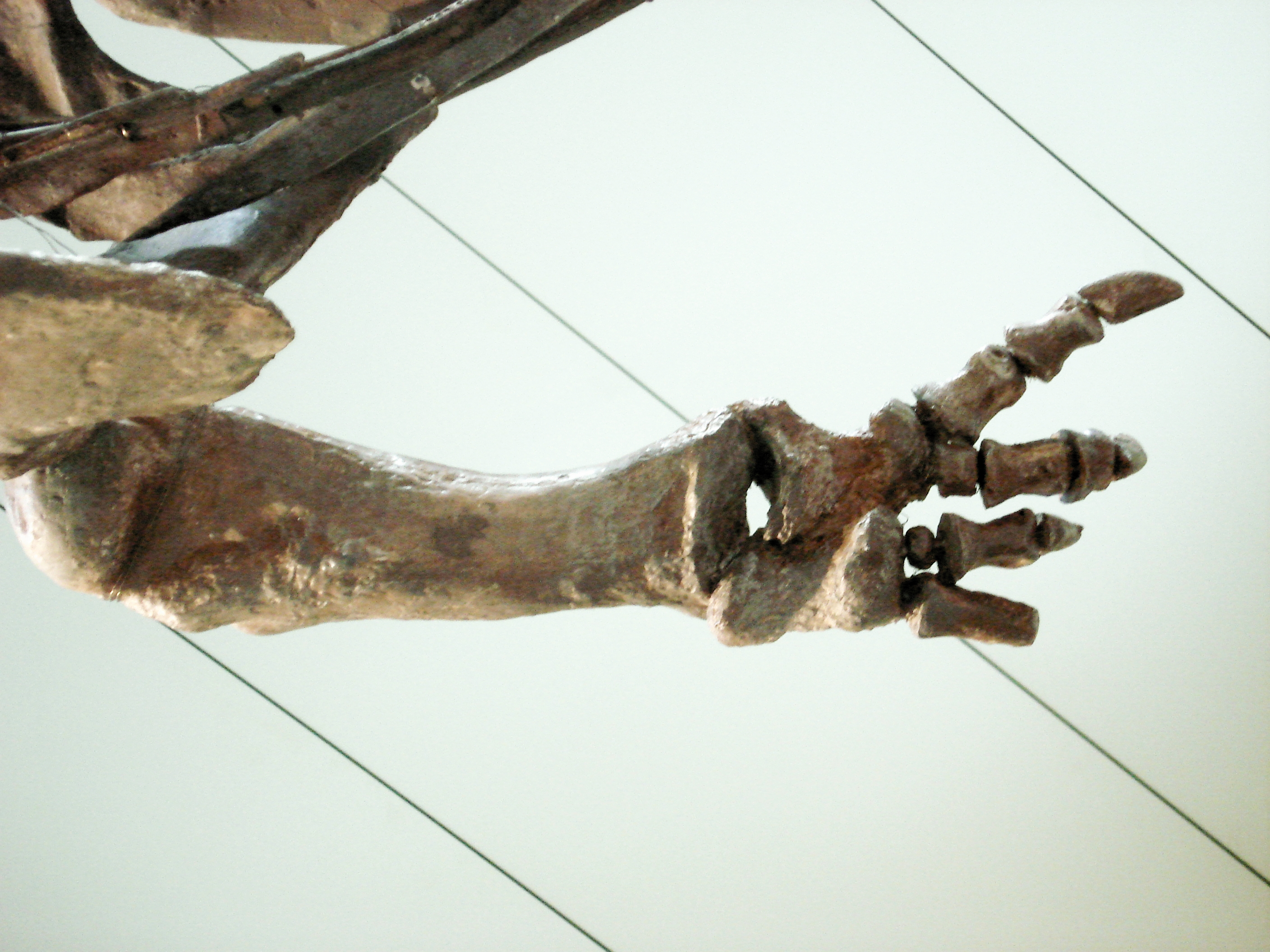
De arm

De overige middenhandsbeenderen lijken sterk op elkaar, wat het niet eenvoudiger maakt aan hun bouw de correcte volgorde vast te stellen. Ze zijn kort en robuust. Ook zij hebben bovenaan een diep hol en glad gewrichtsvlak waaruit ook weer geconcludeerd werd dat ze direct met de onderarm articuleerden. Het tweede middenhandsbeen zou met het spaakbeen verbonden zijn. Het derde middenhandsbeen heeft tachtig procent van de lengte van het tweede, een afgeleid kenmerk want bij meer basale vormen zijn ze even lang. Het eerste is even lang als het derde, terwijl het normaal half zo lang is als het tweede. Bij Aucasaurus is het eerste metacarpale juist het langste element.

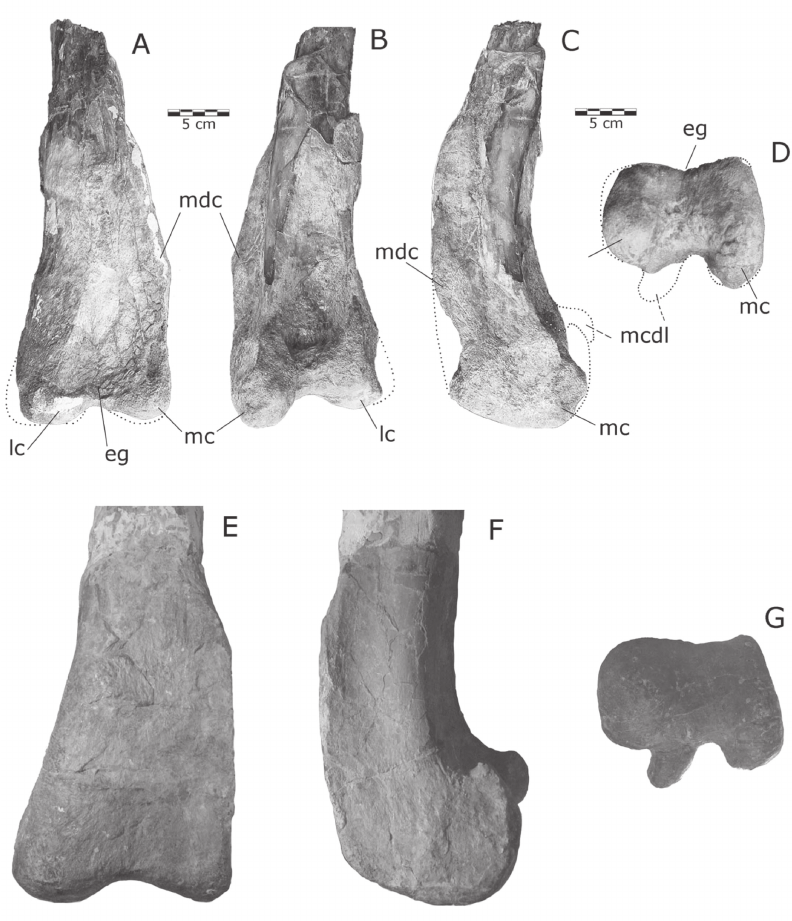
De onderzijde van het dijbeen van Carnotaurus onder E-G

Bij de derde vinger is het eerste kootje naar schatting vier centimeter lang wat het langer zou maken dan het derde middenhandsbeen, een uniek kenmerk voor de hele Theropoda. De derde vinger lijkt een tweede kootje te hebben gehad in de vorm van een vrij grote kegelvormige klauw. De tweede vinger heeft in ieder geval een eerste kootje. In 1990 werd gedacht dat een dun stukje bot het restant was van een tweede kootje maar in 2011 werd geconcludeerd dat dit een afgebroken stuk van het eerste kootje moet zijn. In dat geval is dat weer vier centimeter lang en ook langer dan het tweede middenhandsbeen, weer een uniek kenmerk. In iedere hand van het fossiel zijn twee kleine cilindervormige botjes aangetroffen. In 1990 aangezien voor carpalia werden ze in 2011 vermoed kootjes te zijn geweest. Het is echter onduidelijk welke dan. Een alternatieve verklaring die in 2011 gesuggereerd werd, is dat het toch carpalia zijn maar dat die dan door de directe articulatie van de middenhand met de onderarm boven op de dorsale zijde van de hand zouden zijn gedrongen. Men merkte op dat dit dan hoogst ongebruikelijk zou zijn. Een dergelijke situatie is verder in het dierenrijk niet bekend. De formule van de vingerkootjes is daarmee wat onzeker: ?-1?-2-0-0.
In het bekken is het darmbeen laag en rechthoekig. Het aanhangsel voor het schaambeen hoog en schuin naar voren gericht. De schacht van het schaambeen is in zijaanzicht lang en dun. Het hoofdlichaam is echter hoog en wordt doorboord door een groot foramen obturatum in de vorm van een liggende ovaal. Er is een hoog raakvlak waarlangs het stevig vergroeid is met het zitbeen. De 'voet' van het schaambeen is matig groot met een afgeronde onderzijde en naar boven krommende punten voor en achter. Het zitbeen is ook lang maar dikker dan het schaambeen. Het eindigt in een kleine voet. Aan de bovenkant van de schacht is er een processus obturatorius in de vorm van een verbreding met een naar beneden gericht puntje.
Het linkerdijbeen heeft een lengte van honderddrie centimeter. De lengte van het scheenbeen werd in 1990 geschat op zevenennegentig centimeter, wat een tamelijk slanke achterpoot zou opleveren.

### Huidafdrukken

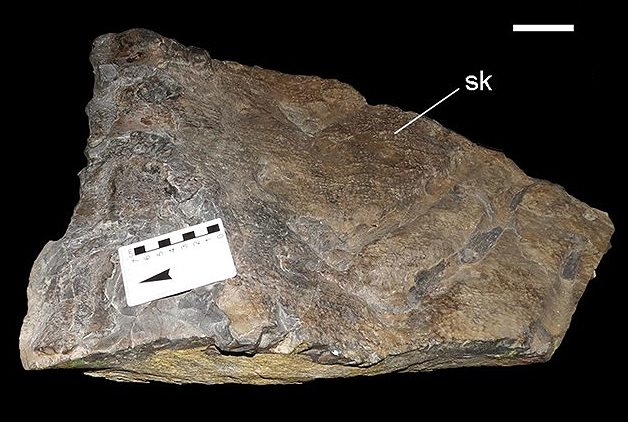
De huidafdruk onder de staartbasis

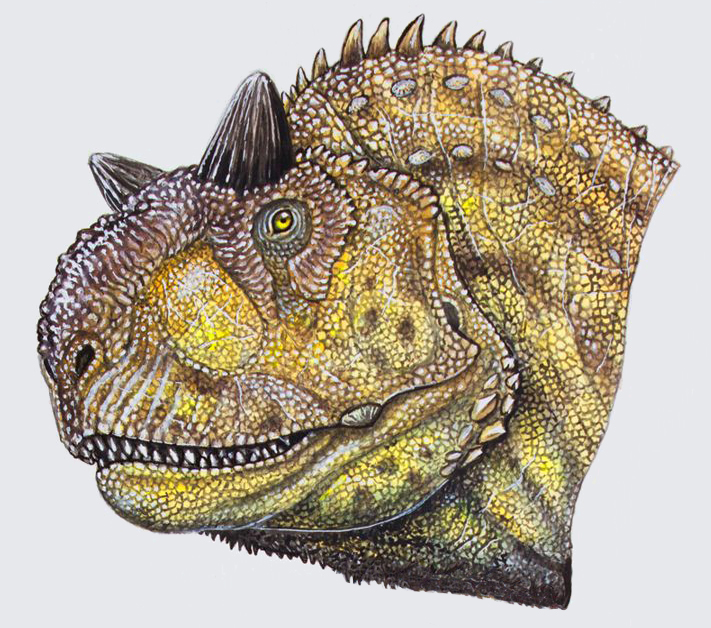
De reconstructie van de kophuid uit 2018

Van Carnotaurus zijn, uniek voor een ceratosauriër, goed bewaarde huidafdrukken gevonden in gefossiliseerde modder. Oorspronkelijk moet zo'n afdruk ook aan de rechterzijde van de schedel aanwezig geweest zijn maar die werd tijdens het prepareren verwijderd omdat men er niet op verdacht was. Verder is een stuk aanwezig op de voorste rechterhals, bij het rechterschoudergewricht en op twee punten van de rechterribbenkast. De grootste afdruk ligt rechts aan de onderkant van de staartbasis, tussen een aantal geprepareerde chevrons in. Het patroon is bij alle gedeelten hetzelfde. Het bleek dat het dier grote, schotelvormige hoornschubben op zijn huid had, vier à vijf centimeter in doorsnede, met een kegelvormige verheffing in het midden. Deze centrale schubben lagen op zo'n acht à tien centimeter van elkaar tussen een mozaïek van kleine, niet-overlappende schubben van een halve centimeter doorsnee en gescheiden door nauwe groeven, die we ook van andere dinosauriërs kennen. Waarom Carnotaurus dit patroon bezat, is onzeker; van andere grote theropoden zijn geen afdrukken van uitgebreide stukken huid bekend. Ook de huid van Sauropoda en grote Ceratopidae toont echter soms zo'n patroon van 'rozetten'. Vermoedelijk boden de grotere schubben extra bescherming terwijl de omringende schubjes de nodige flexibiliteit van de huid garandeerden. De afdrukken zijn door Stephen Czerkas zo geïnterpreteerd dat de grote schubben in rijen lagen in de lengterichting van het lichaam en dat ze in grootte toenamen naarmate ze hoger op de rug lagen. Dat laatste is weer door andere onderzoekers tegengesproken. De zones met de schubjes tonen ook lange evenwijdige verticale huidplooien die vrij ondiep zijn. In 2021 concludeerde Christophe Hendrickx dat de grote schubben niet op een rij lagen en ook niet aantoonbaar in een bepaalde richting in grootte afnamen. De grote schubben zouden een diameter gehad hebben van twintig tot vijfenzestig millimeter. De omringende lage schubjes zouden minder dan veertien millimeter in diameter geweest zijn en van elkaar gescheiden zijn door flexible huidplooien. De grote schubben zouden weinig variatie hebben getoond in vorm, hoewel de precieze positie van de kegelpunt verschilde tussen de lichaamsdelen. De kleinere schubjes daarentegen toonden wel verschillen: op de borstkas waren ze klein en langwerpig, op het schouderblad waren ze groot en veelhoekig en op staart rond tot lensvormig.
De huid toont geen sporen van filamenten of veren. Een dergelijke lichaamsbedekking is onder de theropoden alleen bekend van de Tetanurae. Aangezien Carnotaurus een actief dier lijkt te zijn geweest, met een hoge stofwisseling, is het echter mogelijk dat jonge dieren wel een soort vacht of primitief verenkleed bezaten om warm te blijven, zoals meer groepen in de Avemetatarsalia tonen. Volwassen individuen zouden dat dan weer verloren hebben omdat ze warm bleven door hun aanzienlijke lichaamsmassa van rond de twee ton. De Italiaanse paleontoloog Andrea Cau wees er in 2016 op dat de huidafdrukken niet de bovenkant van het lichaam weergeven en liet het dier afbeelden met een soort afhangende vacht. Hendrickx meende in 2021 dat een actief volwassen dier van boven de ton moeite gehad zou hebben een surplus aan warmte te dumpen en dacht dat de huid en met name de grote schubben als een soort radiatoren gediend zouden hebben.
Naast de gevonden huidafdrukken wijst de bultige ornamentering op de snuit op de aanwezigheid van bultige hoornlagen die de vorm zouden kunnen hebben aangenomen van een in de lengterichting lopende snuitkam. Rafael Delcourt publiceerde in 2018 een reconstructie van het schubbenpatroon op de kop van Carnotaurus. De kleurtekening die het toont, bruin op okergeel, is speculatief. Meestal wordt aangenomen dat grote theropoden weinig opvallende schutkleuren hadden.

## Fylogenie
Bonaparte plaatste Carnotaurus eerst in de Carnosauria, toen een verzamelbegrip voor allerlei grote theropoden. In 1990 was het al duidelijk geworden dat er een speciale verwantschap bestond met Ceratosaurus. Tegenwoordig is duidelijk dat het dier tot de klade Neoceratosauria behoorde. Het onderzoek naar Carnotaurus speelde een beslissende rol in het onderkennen dat de meer afgeleide theropoden in twee hoofdgroepen gesplitst waren, de Neoceratosauria en de Tetanurae.
Carnotaurus was, ondanks het gedeelde kenmerk van de korte armpjes, geen nauwe verwant van Tyrannosaurus maar werd in 1990 herkend als een lid van de Abelisauridae, een groep van Zuid-Amerikaanse theropoden die afstamden van de basalere Ceratosauria uit het Trias en de Jura. In 1990 was Carnotarus de abelisauride waarover de meeste gegevens beschikbaar waren. In het Opper-Krijt leefden op het continent wel meer soorten die in Noord-Amerika en Azië uitgestorven waren en daarbij afweken van hun voorouders uit de Jura; zo waren er de Titanosauridae, een groep gepantserde sauropoden; in Noord-Amerika waren de sauropoden daarentegen wellicht voor een periode helemaal uitgestorven. Het verschil werd volgens een studie van Bonaparte uit 1986 veroorzaakt doordat Zuid-Amerika destijds een eilandcontinent was waar het leven zich afgezonderd ontwikkelde, net als de andere (sub)continenten die zich van het supercontinent Gondwana hadden afgesplitst, zoals India, Afrika en Madagaskar, waar ook verwanten van Carnotaurus voorkwamen.
Carnotaurus behoorde per definitie tot de groepen van de Carnotaurinae en de Carnotaurini. De nieuwe datering in de La Colonia-formatie maakt Carnotaurus tot de laatste bekende abelisauride. Door de combinatie van aan afwijkende bouw en een late leeftijd wordt Carnotaurus meestal in evolutionaire stambomen als de meest afgeleide abelisauride geplaatst ten opzichte waarvan dan andere soorten in volgorde van afsplitsing worden afgezet. In verschillende exacte kladistische analyse viel Aucasaurus uit als de zustersoort van Carnotaurus.
Een mogelijke stamboom toont het volgende kladogram.
|  | Carnotaurus |
|  |             |
|  | Aucasaurus  |
|  |             |

|  | Ilokelesia                                                          |
|  |                                                                     |
|  | \| \| Skorpiovenator \| \| \| \| \| \| Ekrixinatosaurus \| \| \| \| |
|  |                                                                     |
|  | Skorpiovenator                                                      |
|  |                                                                     |
|  | Ekrixinatosaurus                                                    |
|  |                                                                     |

|  | Skorpiovenator   |
|  |                  |
|  | Ekrixinatosaurus |
|  |                  |

|  | Carnotaurus |
|  |             |
|  | Aucasaurus  |
|  |             |

|  | Ilokelesia                                                          |
|  |                                                                     |
|  | \| \| Skorpiovenator \| \| \| \| \| \| Ekrixinatosaurus \| \| \| \| |
|  |                                                                     |
|  | Skorpiovenator                                                      |
|  |                                                                     |
|  | Ekrixinatosaurus                                                    |
|  |                                                                     |

|  | Skorpiovenator   |
|  |                  |
|  | Ekrixinatosaurus |
|  |                  |

|  | Carnotaurus |
|  |             |
|  | Aucasaurus  |
|  |             |

|  | Ilokelesia                                                          |
|  |                                                                     |
|  | \| \| Skorpiovenator \| \| \| \| \| \| Ekrixinatosaurus \| \| \| \| |
|  |                                                                     |
|  | Skorpiovenator                                                      |
|  |                                                                     |
|  | Ekrixinatosaurus                                                    |
|  |                                                                     |

|  | Skorpiovenator   |
|  |                  |
|  | Ekrixinatosaurus |
|  |                  |

|  | Carnotaurus |
|  |             |
|  | Aucasaurus  |
|  |             |

|  | Ilokelesia                                                          |
|  |                                                                     |
|  | \| \| Skorpiovenator \| \| \| \| \| \| Ekrixinatosaurus \| \| \| \| |
|  |                                                                     |
|  | Skorpiovenator                                                      |
|  |                                                                     |
|  | Ekrixinatosaurus                                                    |
|  |                                                                     |

|  | Skorpiovenator   |
|  |                  |
|  | Ekrixinatosaurus |
|  |                  |

|  | Carnotaurus |
|  |             |
|  | Aucasaurus  |
|  |             |

|  | Ilokelesia                                                          |
|  |                                                                     |
|  | \| \| Skorpiovenator \| \| \| \| \| \| Ekrixinatosaurus \| \| \| \| |
|  |                                                                     |
|  | Skorpiovenator                                                      |
|  |                                                                     |
|  | Ekrixinatosaurus                                                    |
|  |                                                                     |

|  | Skorpiovenator   |
|  |                  |
|  | Ekrixinatosaurus |
|  |                  |

|  | Carnotaurus |
|  |             |
|  | Aucasaurus  |
|  |             |

|  | Ilokelesia                                                          |
|  |                                                                     |
|  | \| \| Skorpiovenator \| \| \| \| \| \| Ekrixinatosaurus \| \| \| \| |
|  |                                                                     |
|  | Skorpiovenator                                                      |
|  |                                                                     |
|  | Ekrixinatosaurus                                                    |
|  |                                                                     |

|  | Skorpiovenator   |
|  |                  |
|  | Ekrixinatosaurus |
|  |                  |

|  | Carnotaurus |
|  |             |
|  | Aucasaurus  |
|  |             |

|  | Ilokelesia                                                          |
|  |                                                                     |
|  | \| \| Skorpiovenator \| \| \| \| \| \| Ekrixinatosaurus \| \| \| \| |
|  |                                                                     |
|  | Skorpiovenator                                                      |
|  |                                                                     |
|  | Ekrixinatosaurus                                                    |
|  |                                                                     |

|  | Skorpiovenator   |
|  |                  |
|  | Ekrixinatosaurus |
|  |                  |

|  | Carnotaurus |
|  |             |
|  | Aucasaurus  |
|  |             |

|  | Ilokelesia                                                          |
|  |                                                                     |
|  | \| \| Skorpiovenator \| \| \| \| \| \| Ekrixinatosaurus \| \| \| \| |
|  |                                                                     |
|  | Skorpiovenator                                                      |
|  |                                                                     |
|  | Ekrixinatosaurus                                                    |
|  |                                                                     |

|  | Skorpiovenator   |
|  |                  |
|  | Ekrixinatosaurus |
|  |                  |

## Levenswijze

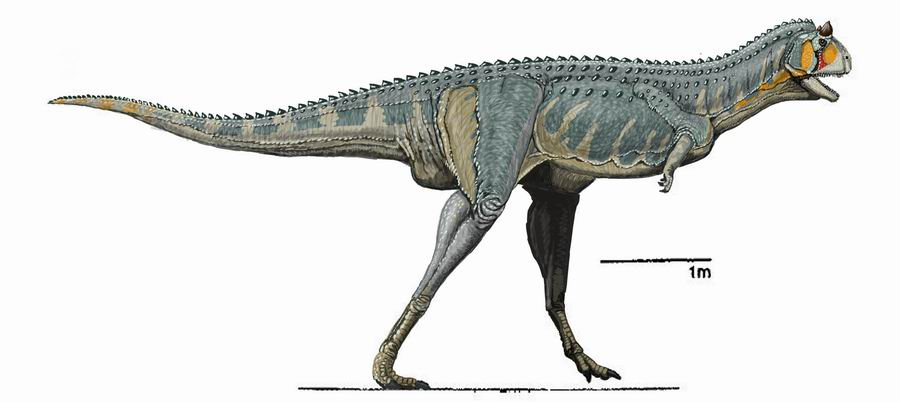
De achterpoten werden eerst veel te lang ingeschat

### Leefgebied
De habitat van Carnotaurus bestond uit een kustvlakte met vele riviertjes. Het klimaat was subtropisch met een duidelijk nat en droog seizoen. Van de fauna in de La Colonia-formatie is niet heel veel bekend. Er zijn in de formatie verschillende kleinere gewervelden gevonden maar geen hele skeletten van dieren waarmee Carnotaurus een erg relevante relatie kan hebben gehad, namelijk andere dinosauriërs. Er zijn alleen wat botfragmenten gevonden van een mogelijk lid van de herbivore Hadrosauridae. Carnotaurus is wel verondersteld een gespecialiseerde jager van Sauropoda te zijn geweest maar daarvan zijn geen resten aangetroffen hoewel dat niet uitsluit dat ze toch aanwezig waren. De als soort benoemde vondsten betreffen de slang Alamitophis argentinus, de plesiosauriër Sulcusuchus erraini, de schildpad Patagoniaemys en de zoogdieren Reigitherium bunodontum en Argentodites coloniensis. Het is mogelijk dat Carnotaurus de apexpredator van zijn leefgebied was maar hij valt niet in hoogste grootteklasse die van theropoden bekend is waarvan sommige Zuid-Amerikaanse vertegenwoordigers uit het Krijt tot veertien meter lang werden.

### Functie van de hoorns
In verschillende publicaties is geprobeerd de eigenaardige kenmerken van Carnotaurus te verklaren uit zijn levenswijze. Uniek zijn de hoorns van het dier. Sommige andere theropoden hebben ook wel uitsteeksels op de schedel maar geen daarvan zijn zo groot als die van Carnotaurus. Ook andere bekende gewervelde carnivoren bezitten geen vergelijkbare structuren. Daarom is het vaak onwaarschijnlijk geacht dat ze gebruikt zouden zijn tijdens de jacht om de prooi schade toe te brengen. Dat wordt bevestigd door het feit dat de hoorns geen scherp uiteinde hebben. Paul reconstrueerde de hoorns in 1988 zo plat dat ze gevaar liepen af te breken bij een werkelijk hevige inslag maar onderschatte hun verticale dikte. De structuren zouden puur voor de pronk gediend kunnen hebben, bijvoorbeeld voor intimidatie van vijanden binnen en buiten de soort of voor het indruk maken op vrouwtjes in een proces van seksuele selectie. Dat verklaart echter niet dat de hoorns functioneel gevormd lijken te zijn met een massieve bouw, zware basis en afgeschuinde facetten. Er moeten zeer pijnlijke stoten mee kunnen zijn uitgedeeld. Dat wijst sterk op een gebruik voor conflicten binnen de soort, zoals dominantiegevechten tussen mannetjes. Paul had dat al in 1988 gesuggereerd, ondanks dat hij de hoorns te plat voorstelde, en opperde dat de geringe diameter van de bovenste oogkas, het gedeelte waar het oog zich bevond, een aanpassing was om dit tegen slagen te beschermen, een gedachte waar Novas zich in 2009 bij aansloot. Novas werkte de hypothese van de intraspecifieke gevechten voor het eerst wetenschappelijk uit in zijn dissertatie van 1989. Een studie uit 1998 door Mazzetta merkte daarbij op dat worstelingen met de koppen, op de manier van herten, onwaarschijnlijk waren omdat de hoorns, anders dan geweien, niet in elkaar konden grijpen. De mannetjes voerden dus kennelijk stoten uit. Er werd berekend dat een dier van anderhalve ton ongeveer tweehonderd kilogram spiermassa rond de wervelkolom had om klappen mee uit te delen of op te vangen, vergelijkbaar met de verhouding bij moderne neushoorns die ook met hun hoorns vechten. De nek zou krachtig genoeg geweest zijn om de inslag te weerstaan als twee dieren, ieder met 5,7 meter per seconde bewegend, frontaal op elkaar zouden botsen. De functie als stootwapens kan ook verklaren waarom de nek zo breed is en gebouwd om een zijdelingse beweging uit te voeren: de enorme nekmusculatuur kon zo de kop zijwaarts krachtige klappen laten uitdelen, vermoedelijk gericht tegen de kop, nek en flanken van de tegenstander. Mazzetta wees er echter ook op dat de hoorns door een hoornschacht verlengd zouden kunnen zijn. Die zou wel een scherpe punt gehad kunnen hebben of zelfs omhoog gekromd zijn. Dat zou de hoorns tot dodelijke wapens gemaakt hebben, wellicht om kleine dieren te doden of verwonden. Dat zou Carnotaurus tot het enige dier maken waarvoor een dergelijke functie van de hoorns bekend is, of zelfs maar geopperd.

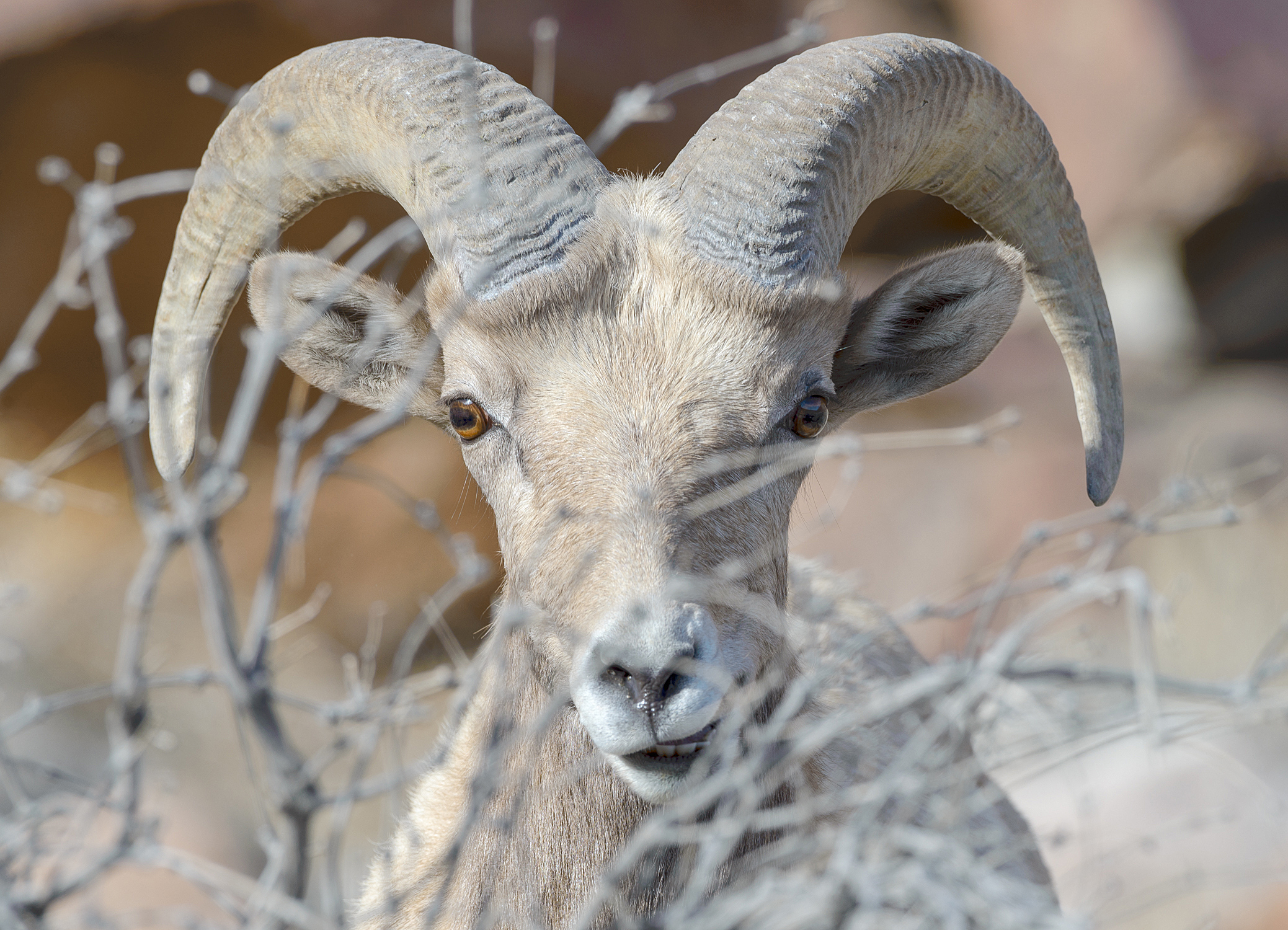
Het is de vraag of het dikhoornschaap een goed model is voor Carnotaurus

In 2009 berekende een studie door Mazzetta dat de hoorn een enorme zijdelingse kracht op de punt kon weerstaan, van 225.000 newton, voordat de schedel het begaf. De krachten werden daarbij snel over de vergroeide wandbeenderen afgeleid, zonder dat de hersenpan onder te grote druk kwam te staan. Hierbij werd een mogelijke hoornschacht nog buiten beschouwing gelaten. Daaruit werd geconcludeerd dat de hoorns ook zonder scherpe punt dodelijke wapens waren. Juist daarom zouden ze minder geschikt zijn voor een gevecht binnen de soort want enkele snelle treffers naast de hoorn van de tegenstander zou diens schedel tot moes geslagen hebben. Dit ondersteunt dus de hypothese dat ze voor de jacht gebruikt werden, welke ook weer de korte kop verklaart omdat de prooi dan niet gegrepen hoefde te worden. Novas opperde in 2009 dat dit ook de kleine tanden zou kunnen verklaren. Daarbij is van andere dinosauriërs geen eenduidige seksuele dimorfie bekend. Als de vrouwtjes geen hoorns hadden, zou dat het grootste geslachtsonderscheid betekenen dat van Mesozoïsche dinosauriërs bekend is. Een dergelijk wapen kan ook ingezet worden om zich tegen grotere roofdieren te verdedigen. De beperkte informatie over de fauna waar Carnotaurus deel van uitmaakte, belemmert een gefundeerde inschatting van de rol hiervan.
Mazzetta berekende in 2009 opnieuw of de hoorns ingezet konden worden om ze frontaal tegen elkaar te rammen. Als twee mannetjes ieder met drie meter per seconde, ofwel ruim tien kilometer per uur, bewegend — de snelheid waarmee rammen van het dikhoornschaap op de tegenstander botsen — met de koppen tegen elkaar aan sloegen en de nek twintig centimeter kon meegeven, was de uitgeoefende kracht 33.800 N, dus 6,7 maal minder dan de 225 kN die de hoorns konden weerstaan. Dat lag echter onder de veiligheidsmarge die voor dergelijk gedrag wordt aangenomen bij een herhaalde uitvoering. Het leek hem dus uitgesloten dat de dieren met nog hogere snelheden frontaal zouden botsen. Overigens moest Mazzetta toegeven dat dit alles wat onzeker was omdat de krachten grotendeels niet onder een dynamisch verloop waren berekend maar als statische drukbelastingen. Aangezien de hoorns zich aan de zijkanten van de kop bevinden, zouden de nekken van de rivalen bij een inslag naar buiten gebogen kunnen hebben. Daarbij was de 225 kN berekend over een zijdelingse inslag op de punt terwijl bij een frontale botsing typisch de schedeldaken elkaar vlak raken. Aan de ene kant was het schedeldak in het midden zwakker maar aan de andere kant werd de kracht zo meer verdeeld terwijl dikkere hoornlagen de inslag gedempt konden hebben
In 2018 beklemtoonde Rafael Delcourt dat de hoorns toch gebruikt konden zijn voor een shoving match, dus in een letterlijke krachtmeting waarin dieren elkaars sterkte beproefden door te pogen de tegenstander opzij te schuiven. Die mogelijkheid had Mazzetta in 2009 ook al zijdelings aangestipt. De hoorns zouden daarvoor als aangrijpingspunten gediend hebben. Dat ze niet in elkaar grepen, verminderde het risico van een fatale afloop. Ook zouden langzame slagen op de nek kunnen zijn uitgedeeld op de wijze van huidige giraffen. Schubben en andere weke delen op kop en nek zouden hiertegen hebben beschermd.

### Jachttactieken

#### IsCarnotauruseen snelle jager op kleine prooien?

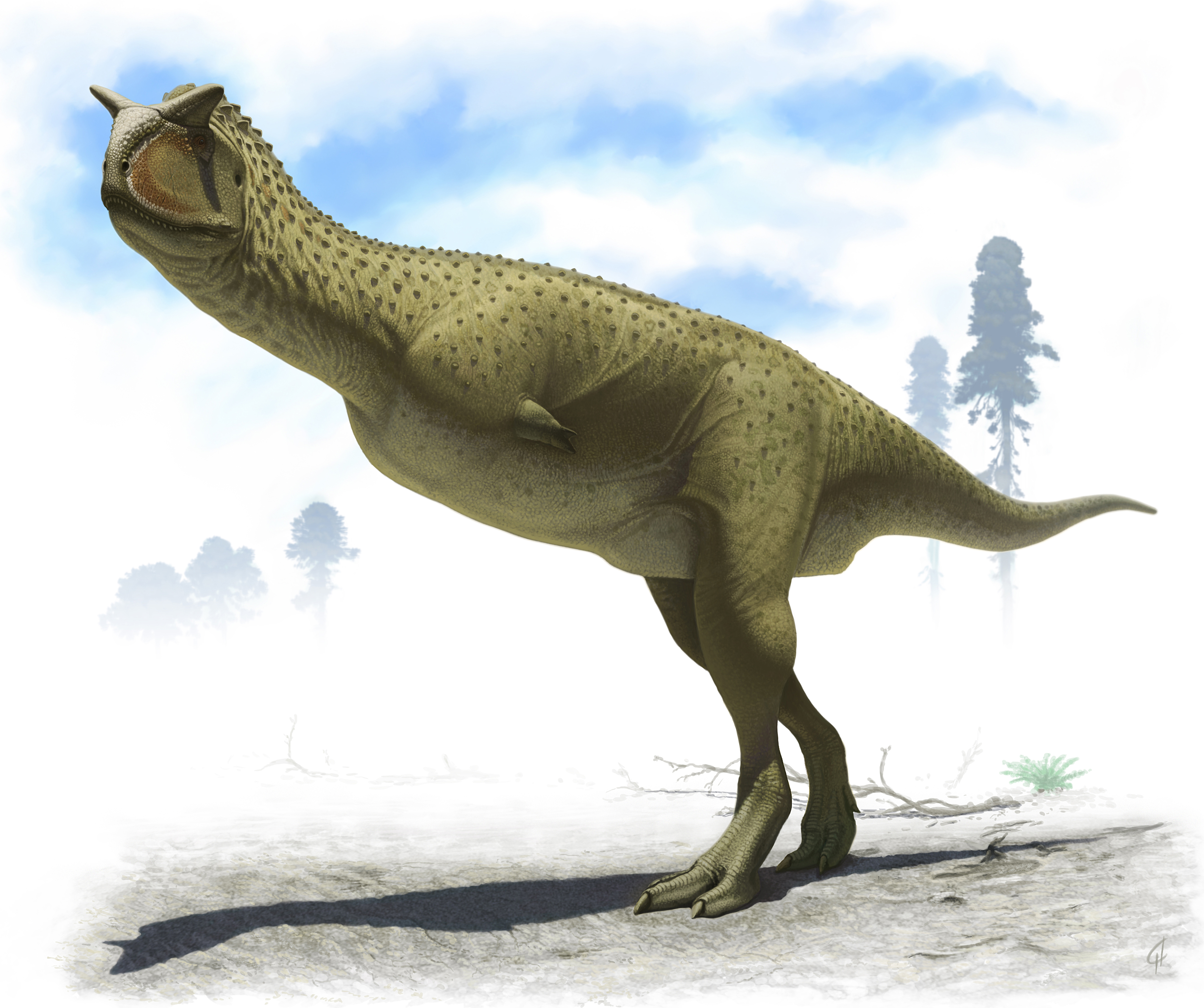
De poten waren in feite vrij kort

Over de jachtmethode van Carnotaurus heeft, afgezien van de mogelijke rol van de hoorns hierin, altijd veel onenigheid bestaan. De beschrijving uit 1990 ging uit van zeer lange achterpoten. Daar leidde men uit af dat het dier joeg op een snelle prooi in een rappe achtervolging, als een fast pursuit predator. Dit werd in 1998 door Mazzetta bevestigd die vaststelde dat het dijbeen een grote compressiesterkte had ten opzichte van het gewicht dat het moest dragen, vergelijkbaar met huidige galopperende hoefdieren. De verhouding kwam overeen met die van de middelgrote theropode Piatnitzkysaurus en toonde aan dat Carnotaurus een goed vermogen had tot rennen, veel beter dan dat van Tyrannosaurus. In 1999 echter stelde Mazzetta dat de maximumsnelheid desalniettemin matig was: die zou hoger gelegen hebben dan bij een mens maar aanzienlijk minder zijn geweest dan die van de huidige struisvogel die ruim zestig kilometer per uur kan halen.

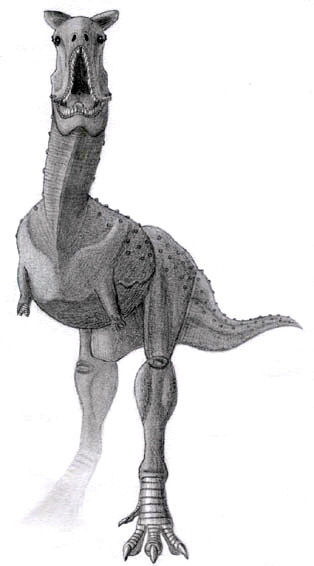
Lange poten zouden Carnotaurus in staat gesteld hebben efficiënt een prooi te achtervolgen

In 1998 werd door Mazzetta ook berekend dat de kaken als geheel, door hun geringe massa, snel konden sluiten maar de beet niet zeer krachtig was. Dat zou volgens Mazzetta wijzen op de jacht op kleine prooien. Die konden ook met een zwakke bijtkracht vastgehouden en gedood worden. De lage onderkaak zou deze vangstwijze geoptimaliseerd hebben. Terwijl het bovendeel van de achterste helft van de schedel opvallend sterk vergroeid was tot een compact geheel, was er een soort gewricht aanwezig tussen de voorhoofdsbeenderen en de neusbeenderen. Die waren weer vrij los verbonden met de praemaxillae en de traanbeenderen. Verdere gewrichten waren er tussen het postorbitale en het jukbeen en tussen het squamosum en het vergroeide geheel van quadratojugale en quadratum. Dat was weer los verbonden met het jukbeen. Een dergelijke kinesis was er ook in de onderkaak. Een groot zijvenster met een losse verbinding eronder en zelfs een kogelgewricht erboven, stelde de onderkaak in staat zijwaarts uit te klappen, de beweeglijke symfyse van de onderkaken naar achteren trekkend zodat het vlees van de prooi naar binnen gewerkt kon worden. Dat zou nuttig geweest zijn ongeacht de specifieke jachttechniek die toegepast werd maar de prokinesis van de snuit was vooral handig bij een snelle beet: als de kaken gesloten werden, klapte vanzelf de bovenkaak naar beneden. Het onbeweeglijke achterdeel van de schedel diende ondertussen als een stabiel platform voor de ogen die zo op de prooi gericht konden blijven. Mazzetta achtte een mate van binoculair zicht mogelijk, dus een driedimensionale waarneming doordat de gezichtsvelden van de ogen elkaar overlapten.
Tussen 2002 en 2009 publiceerde Mazzetta een reeks artikelen over een nader onderzoek naar de mechanische kenmerken van de schedel. Daarvoor werd nu de methode van de FEA ingezet, de Finite Element Analysis. Van een kunsthars afgietsel van de schedel — het origineel waagde men er niet aan — werden door een CAT-scan in de Clínica Radiológica “Dr. Pedro Moguillansky” virtueel de dimensies bepaald, van voor naar achter en van boven naar beneden in doorsneden, steeds op vijf millimeter afstand genomen. De gegevens werden weer gecorrigeerd voor de vervormingen opgelopen tijdens het fossiliseringsproces. Zo werd de exacte locatie van 98.365 punten in de schedel vastgelegd. Voor de sterkte van het weefsel werd dat van zoogdieren genomen omdat het bot daarvan door hun warmbloedige fysiologie het meest op dat van dinosauriërs lijkt. Daarna werden met klei spierlagen op de kunsthars schedel aangebracht. In de klei werd weer een letterlijke doorsnede aangebracht om de spierkracht te bepalen. Afhankelijk van het type spiervezel dat verondersteld werd, berekende men een bijtkracht van 3341 tot 5274 newton. Dat is minder dan in 1996 berekend voor Tyrannosaurus (13.400 N) of de huidige Amerikaanse alligator (9452 N) en vergelijkbaar met die van de leeuw (4168 N) en de hyena (4500 N). dieren met een veel mindere lichaamsmassa. Dit werd gezien als ondersteuning van de hypothese dat de muil snel gesloten werd. De schedel kon de belasting door de beet makkelijk aan: de verschillende schedeldelen zouden twee tot zevenmaal zo sterke krachten moeten doorstaan voor ze het begaven hetgeen pas bij een belasting van 22.000 N gebeurde. In verhouding tot de berekende spiermassa was de bijtkracht nog relatief groot: de bouw van de schedel maakte dat de spierkracht 42% efficiënter kon worden ingezet dan bij een alligator. Dat kwam door de 'oreinirostrale', ofwel gewelfde, structuur van de schedel. De sluitspieren van de onderkaken waren zo in staat krachten af te leiden naar minder kritieke delen van de schedel. De tanden zouden zelfs een kracht van 131.000 N kunnen weerstaan voordat de schedel het begaf.

#### Of een rammer van enorme sauropoden?

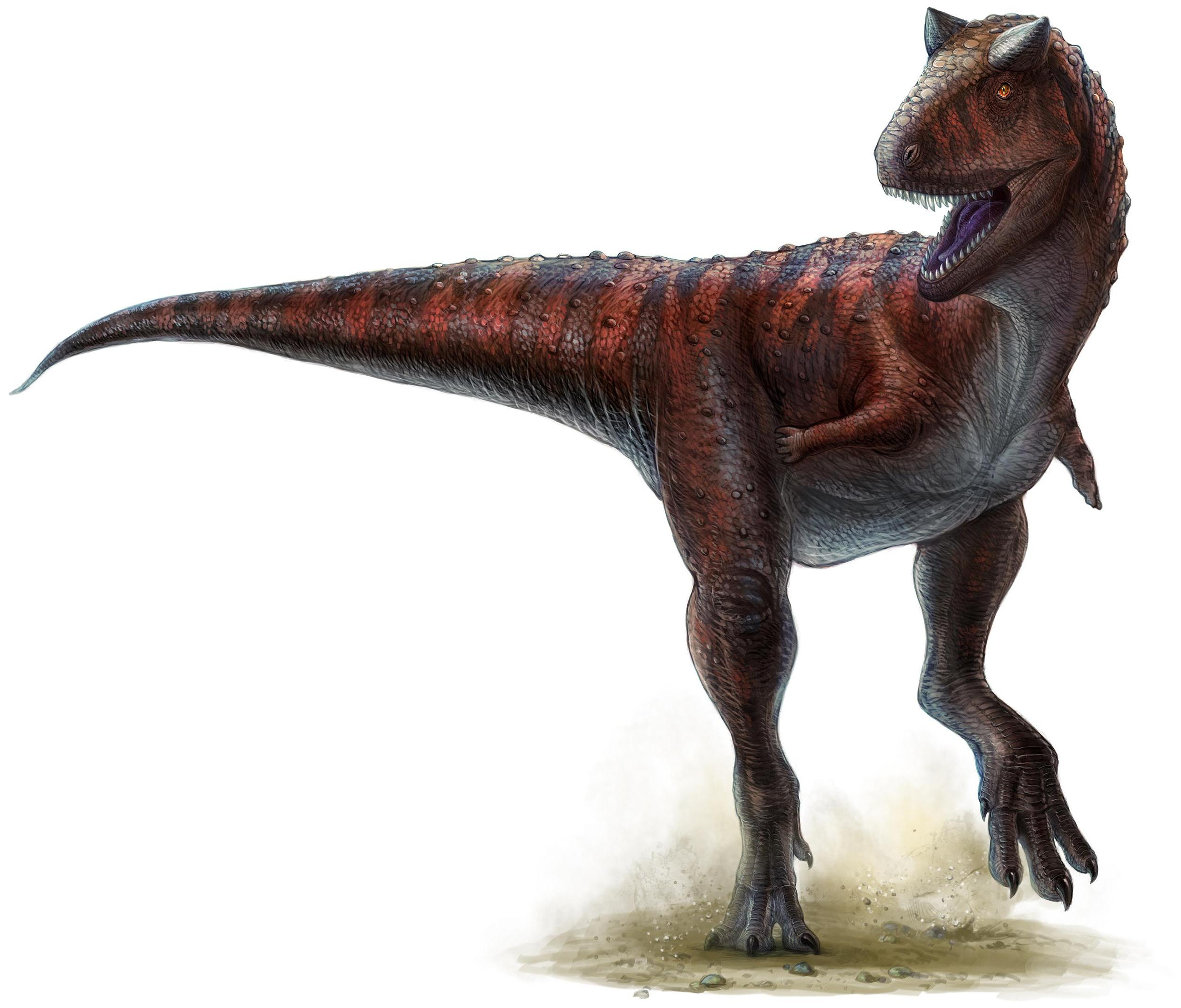
Zo beeldde men in 2011 de sprintende Carnotaurus af

Bepaalde kenmerken van de kop zijn met deze hypothese echter lastig te verklaren. Een jager die kleine prooien wil oppikken heeft meer nut van lange kaken die het eenvoudiger maken het slachtoffer te vangen en waarvan de kaakpunten bij het dichtklappen ook een hogere snelheid bereiken. Daarbij hoeft de schedel achteraan niet speciaal verstevigd te zijn als een klein dier gepakt wordt. Onderzoekers hebben zich altijd verwonderd over de hoge schedel van Carnotaurus. Paul opperde in 1988 dat de hoge snuit diende voor een vergroot reukorgaan om prooien op te sporen. Een verklaring die een alternatief biedt voor de rol van snelle jager is dat Carnotaurus juist zeer grote prooien aanviel. Hij zou met opengesperde muil zijn kop als een bijl in de zijkanten van Sauropoda geslagen hebben om hun met een wrikkende beweging een homp vlees uit het lijf te rukken. Dat verklaart goed de korte tanden, het versterkte schedeldak en het lange heiligbeen. De extreem zware musculatuur van de nek is dan een aanpassing voor een rukkende beweging. De afplatting van de nek wijst om een zijwaartse beweging. In 2005 berekende François Therrien de bijtkracht op tweemaal die van de Amerikaanse alligator wat overbodig zou zijn als slecht kleine prooien gegrepen werden. Daarbij was de buigsterkte aan de voorkant van de onderkaak laag wat ook al niet wees op een precisiebeet.

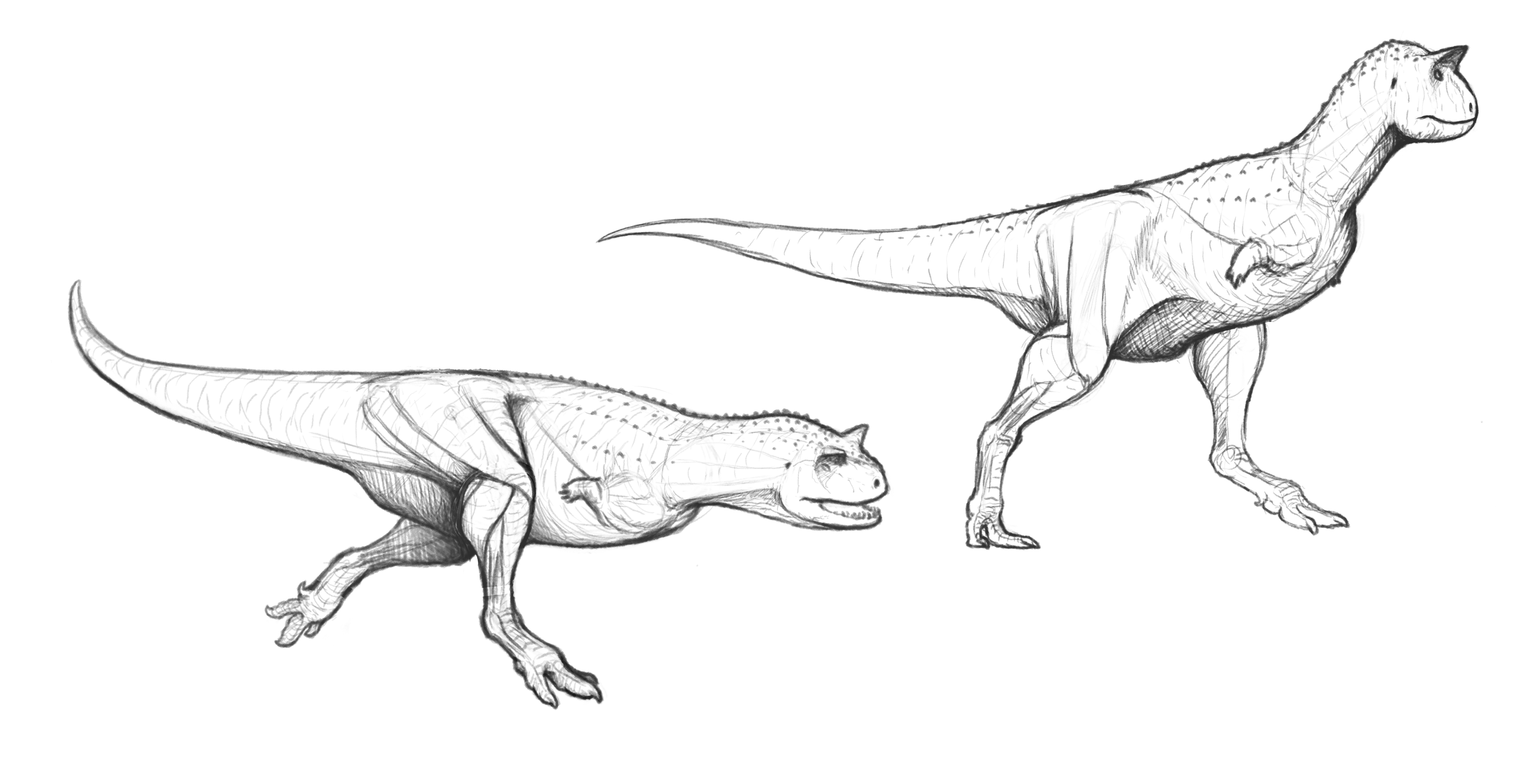
De twee modellen vergeleken

Dit model voor de jachttactiek, voor het eerst in 1998 gesuggereerd door Robert Thomas Bakker, is dominant geworden voor de abelisauriden als geheel. Het werd bevestigd door de studie uit 2011 naar de staartbasis. De enorme retractorspieren wezen op een fenomenaal vermogen om te versnellen. Carnotaurus zou een 'snelheidsduivel' zijn, hoewel men in het wetenschappelijke artikel geen schatting gaf hoe snel dan precies; in persberichten sprak men van vijftig tot vijfenvijftig kilometer per uur. In dat geval was Carnotaurus een ambush predator, een roofdier dat uit een hinderlaag aanviel. De wendbaarheid is dan minder belangrijk en de verzwakte epiaxiale en hypaxiale spieren zouden de staart ook niet de nodige zijwaartse beweging hebben kunnen geven die nodig was om een scherpe bocht te maken. Bij deze hypothese past ook goed dat de andere abelisauriden vrij korte achterpoten hebben. Als Carnotaurus die ook bezat, zou zijn pasfrequentie hoger hebben gelegen wat een versnelling bevordert.
Opmerkelijk genoeg werden de studies van Mazzetta uit 2009 tevens gepresenteerd als ondersteuning van deze alternatieve hypothese. Hij berekende namelijk dat de statische trekkracht die de schedel kon weerstaan tussen de 38.520 N en 45.464 N, ruim voldoende om een homp vlees uit zelfs een tegenstribbelde prooi te scheuren. Daarbij was de schedel veel beter in staat de krachten te verwerken die het slaan met de kop als geheel, als een bijl, zou genereren dan die welke een normale beet zou uitoefenen. De schedel was daartoe zelfs beter uitgerust dan die van Allosaurus waarvoor deze jachttactiek als eerste werd geopperd. Toch waarschuwde Mazzetta ervoor daaruit te concluderen dat deze techniek een belangrijke rol speelde in de voedselvoorziening van Carnotaurus. Zijn onderzoek wees er immers op dat het slaan met de kop geen bijzondere eisen stelde aan de schedelbouw. In dat geval zou de hoge schedel er ook wel niet door zijn uitgeselecteerd. Medeauteur Néstor Calvo had een iets andere benadering van het probleem. Hij beklemtoonde in persberichten, tot 2015 toe, dat de tanden weliswaar hoge impactsnelheden konden overleven maar dat de schedel als geheel dergelijke frontale botsingen niet weerstaan kon hebben.
Senter stelde in 2006 dat in ieder geval de armpjes niet bij de jacht gebruikt werden. Ze waren daartoe te kort en te stijf. Juist omdat ze iedere functie verloren hadden, zouden ze rudimenten zijn geworden.

## Musea

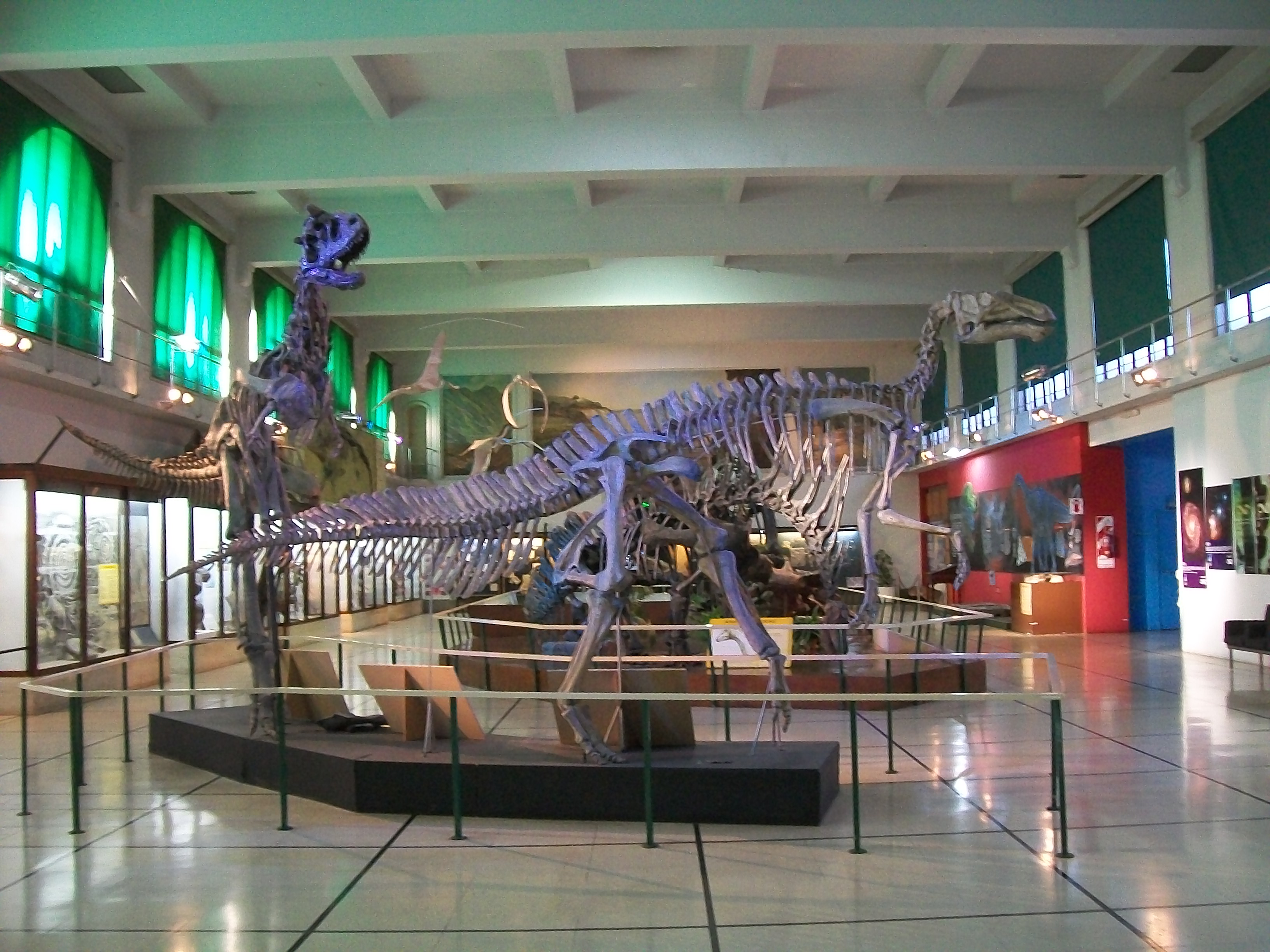
Het skelet uit 1986 in het Museo Argentino de Ciencias Naturales "Bernardino Rivadavia", achter een van Secernosaurus

Van het aansprekende dier zijn verschillende skeletmodellen in musea over de hele wereld te zien. Het zijn afgietsels die nogal in kwaliteit verschillen. Ze stammen uiteindelijk allemaal af van een eerste skeletmodel dat het Museo Argentino de Ciencias Naturales "Bernardino Rivadavia" in 1986 opstelde. Helaas, bij dit model werden de onderbenen veel te lang en te recht gereconstrueerd, een fout die sindsdien in talloze illustraties herhaald zou worden. Het Oertijdmuseum De Groene Poort te Boxtel toont sinds 2007 in zijn Brachiosaurushal ook een replica van het skelet van Carnotaurus. Het skeletmodel in het Museo Argentino de Ciencias Naturales "Bernardino Rivadavia" moet niet verward worden met het authentieke skelet dat hetzelfde museum bewaart en waarop het zo trots is dat het bulletin van de instelling El Carnotaurus heet.

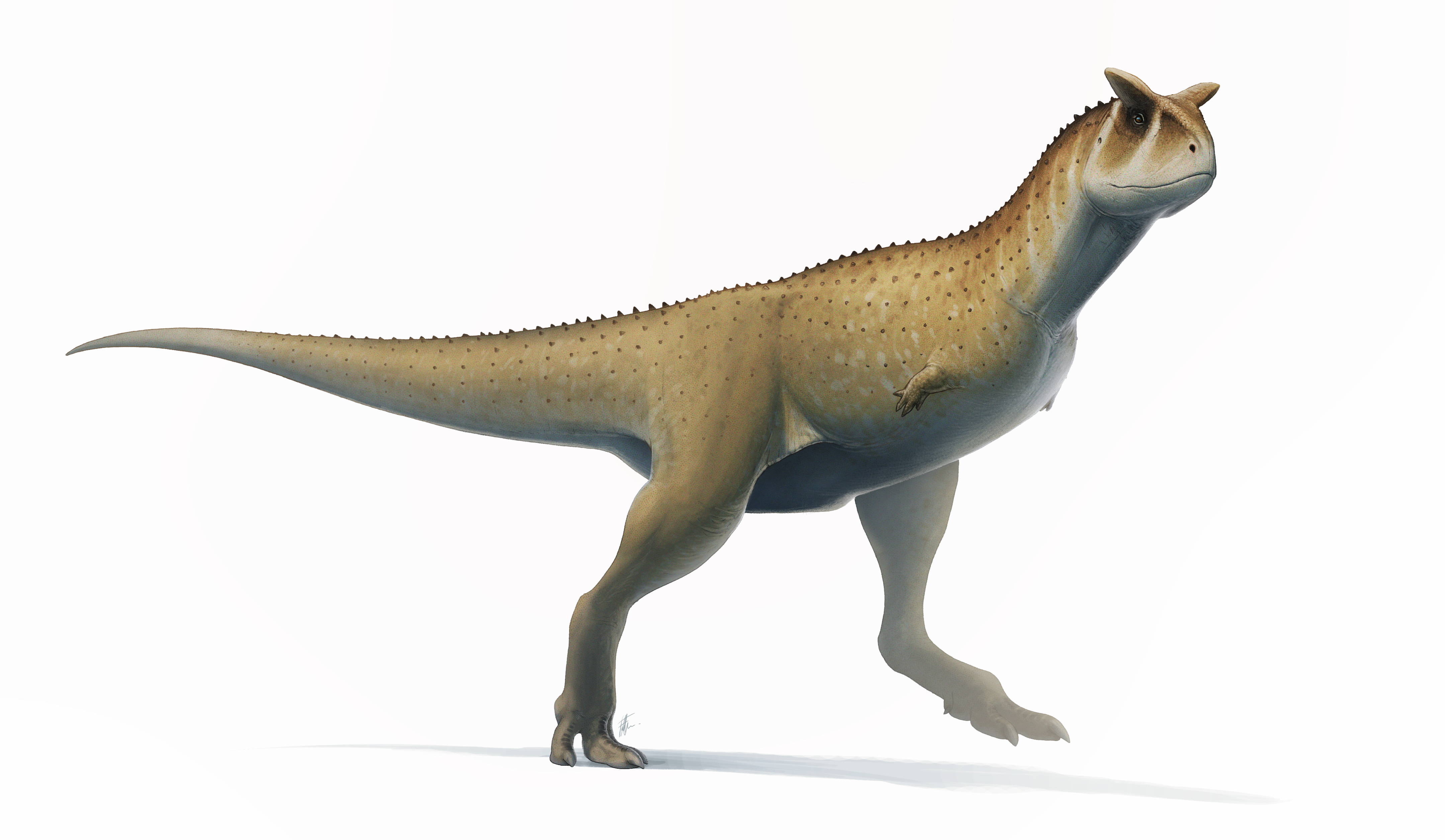
De conventionele kleur van Carnotaurus is bruin

Een bijzonder model is tentoongesteld in het Natural History Museum of Los Angeles County. Stephen Czerkas en Sylvia Czerkas hadden zich gespecialiseerd in het beeldhouwen van uitgestorven dieren. Eind jaren tachtig maakten zij in opdracht van het museum een standbeeld op ware grootte van Carnotaurus waarbij ze gebruikmaakten van de gegevens verkregen door de preparering van de huidafdrukken, welke ze direct konden waarnemen. Dat leverde de meest accurate reconstructie van een geschubde theropode op die er bestaat. Het werd van 1989 af tentoongesteld. Andere exemplaren van hetzelfde model werden opgesteld in Czerkas's eigen The Dinosaur Museum in Blanding bij Monticello, Utah, en in het Nationale Museum van Taiwan te Taipei. Deze reconstructie heeft weer talloze reconstructies van andere grote theropoden geïnspireerd, zoals de Allosaurus in de film Dinosaur Valley Girls uit 1996 waarvan het uiterlijk weer door G.S. Paul werd geadviseerd. Czerkas' model was bruin en dat leidde tot de conventie Carnotaurus ook bruin af te beelden, hoewel er geen speciale aanwijzingen zijn dat het dier werkelijk die kleur bezat. Paul publiceerde in 1988 in zijn Predatory Dinosaurs of the World als eerste een reconstructie van de kop van het levende dier in de vorm van een pentekening in Oost-Indische inkt.
De meeste dinosauriërs die bij het grote publiek bekend zijn, behoren tot de relatief vroege paleontologische vondsten. Zo kregen ze de kans 'iconische' dinosauriërs te worden. Voor later gevonden dieren is dat veel moeilijker, ook omdat er daarvan zo veel zijn. Moderne vondsten kunnen bekendheid verwerven als de soort aansprekende eigenschappen bezit of als het dier voorkomt in een veel bekeken film. Het bestaan van Carnotaurus was in de jaren tachtig nog nauwelijks tot de massacultuur doorgedrongen maar zijn hoorns en een optreden als aartsschurk van de Disneyfilm Dinosaur uit 2000 en een rol in Terra Nova hebben hem tegenwoordig tot een van de bekendere theropoden gemaakt. Novas noemde hem in 2009 'een van de meest spectaculaire dinosauriërs uit het Krijt'.
Het NHMLAC presenteert ook een gewoon skeletmodel dat in de eenentwintigste eeuw gerestaureerd werd door preparator Karl Urhausen ter gelegenheid van de opening van de nieuwe dinosauriërhal. Toen de bouw van die hal in 2007 begon, werd Czerkas' model verwijderd.